# Katedra Najświętszej Marii Panny we Fryburgu Bryzgowijskim
Katedra Najświętszej Marii Panny we Fryburgu Bryzgowijskim (niem. Münster Unserer Lieben Frau lub Freiburger Münster) – kościół rzymskokatolicki położony we Fryburgu Bryzgowijskim (Freiburg im Breisgau) w Niemczech w Badenii-Wirtembergii, w centrum Starego Miasta.
Kościół zaczął być budowany ok. roku 1200 w stylu romańskim, a następnie do 1513 był przebudowany i rozbudowany w stylu gotyckim. Kiedy Fryburg został w 1827 stolicą archidiecezji fryburskiej, kościół stał się katedrą, jednak zgodnie z tradycją jest nadal nazywany münster, która to nazwa została użyta w stosunku do niego po raz pierwszy w 1356.
Znany szwajcarski historyk sztuki Jacob Burckhardt powiedział w 1869 w trakcie jednego ze swych wykładów o 116-metrowej wieży katedralnej, porównując ją z Bazyleą i Strasburgiem:
Und Freiburg wird wohl der schönste Turm auf Erden bleiben (pol.: Fryburg z pewnością ma najpiękniejszą wieżę na Ziemi)
Stąd zapewne pochodzi często słyszane powiedzenie – niezbyt dosłowny cytat – o "najpiękniejszej wieży [kościelnej] świata chrześcijańskiego".
Katedrę ominęły zniszczenia drugiej wojny światowej, chociaż jej otoczenie mocno ucierpiało w wyniku bombardowań w nocy z 27 na 28 listopada 1944 (ang. Operation Tigerfish) przeprowadzonych przez lotnictwo brytyjskie.
W katedrze zachowały się oryginalne gotyckie okna, które przed bombardowaniami udało się wymontować, zabezpieczyć i przechować do końca wojny.

## Historia

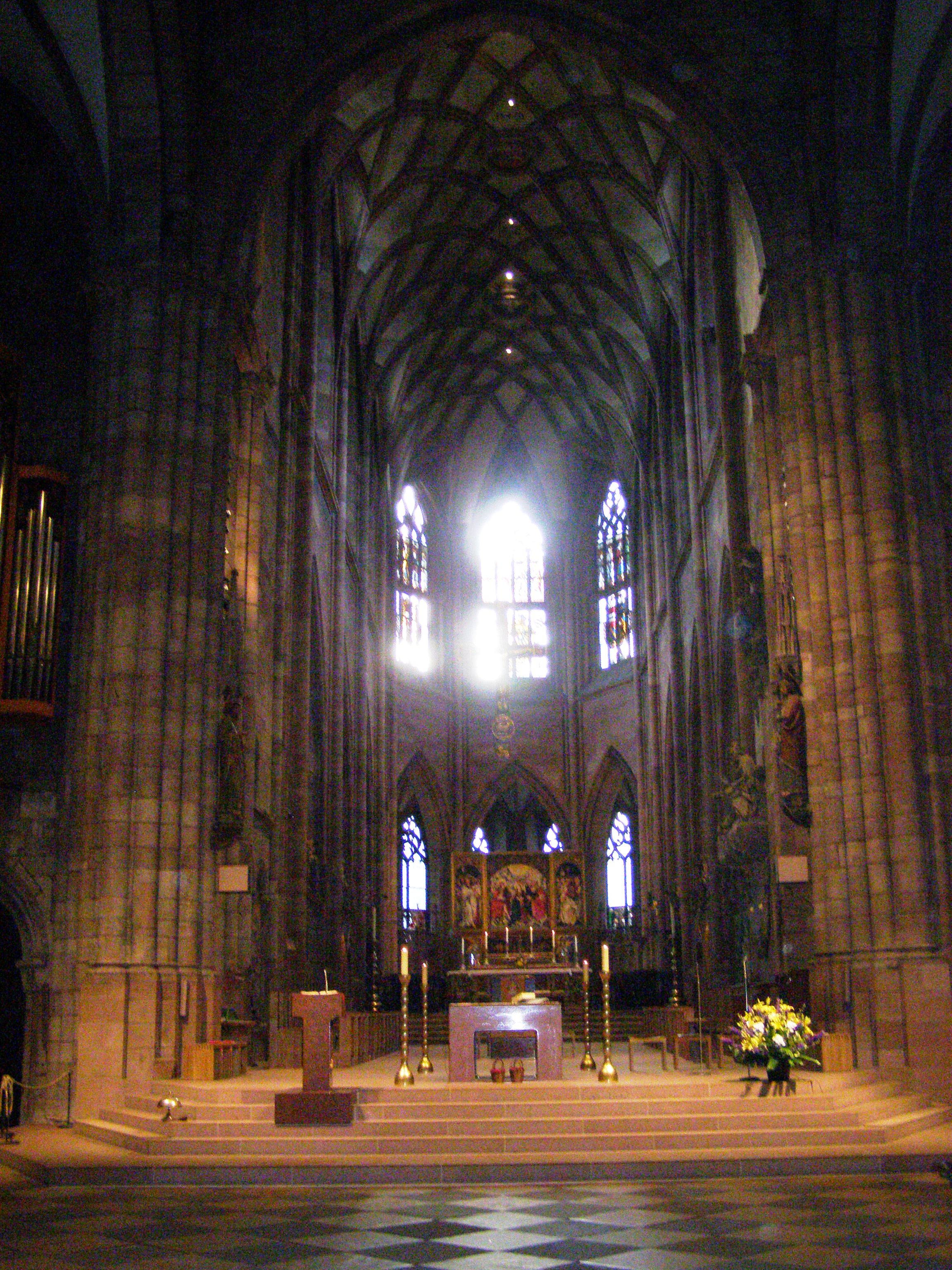
Prezbiterium kościoła

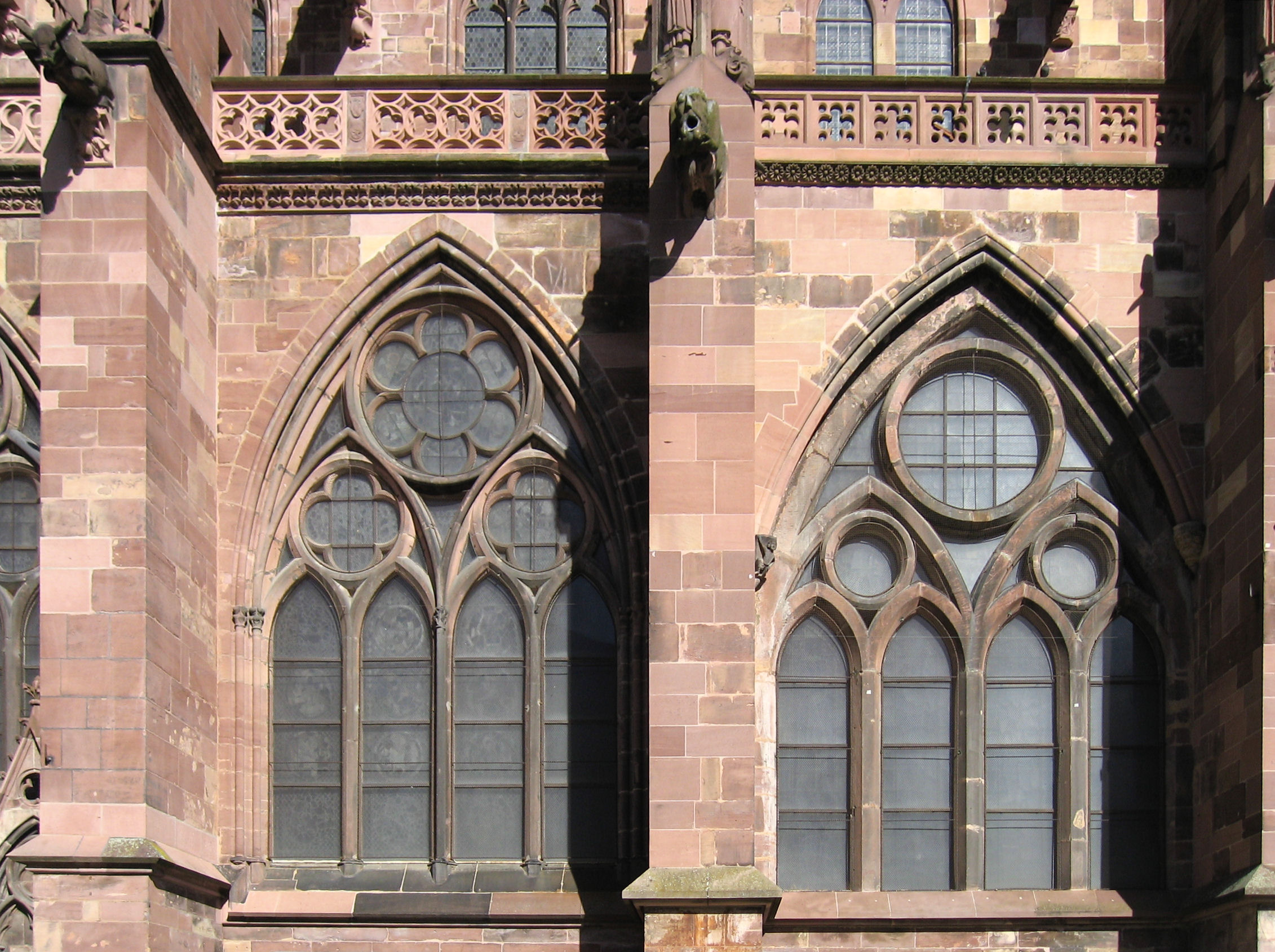
Zmiana stylu na zewnątrz. Porównanie gotyckich okien pierwszego przęsła (licząc od romańskiego transeptu) ukazuje żmudne, gotyckie początki – okno z prawej strony ma jeszcze zwykłą, geometryczną konstrukcję, składającą się z kombinacji ostrołuków i kół, podczas gdy w oknie lewym pojawia się już prosty maswerk.

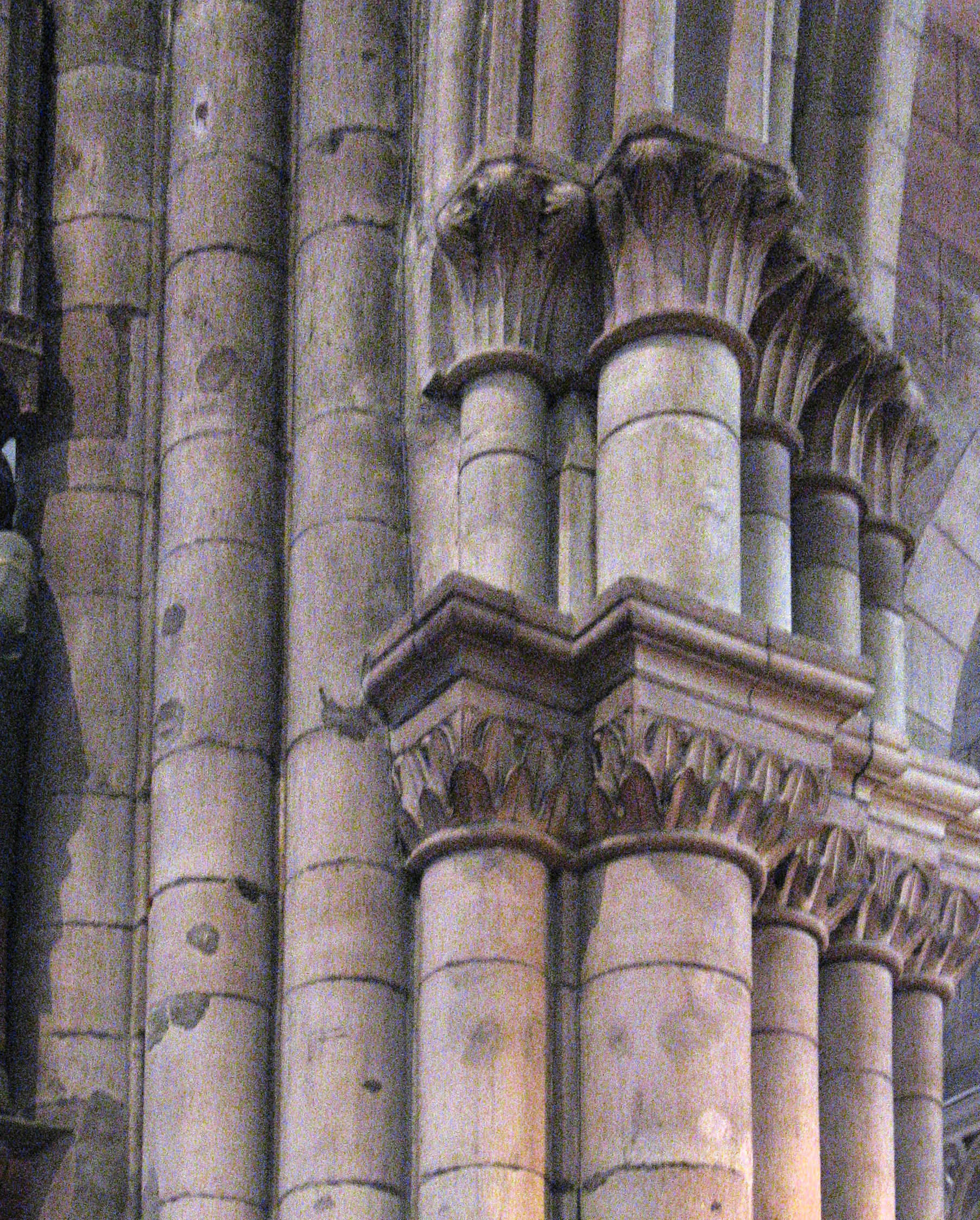
Zmiana stylu architektonicznego wewnątrz budowli: jeden z romańskich filarów podtrzymujących skrzyżowanie naw został rozbudowany i otrzymał wzmocniony wspornik, żeby podtrzymać gotyckie łuki sklepienia nawy.

Pierwsza budowla kościelna Fryburga, konradowski kościół farny, nazwany tak od imienia księcia Konrada I z rodu Zähringen, pochodzi z okresu założenia miasta ok. 1120; w tym właśnie roku Fryburg otrzymał od księcia Konrada i jego brata Bertolda III przywilej targowy i prawo miejskie. Z tego właśnie względu obaj bracia nazwani zostali „założycielami miasta”. Z tej pierwszej budowli zachowały się jedynie resztki fundamentów. Książę Bertold V (zm. 1218) chciał stworzyć dla siebie odpowiednie miejsce pochówku i jednocześnie zastąpić dotychczasową, konradowską budowlę, która stała się za mała dla wzrastającej ludności miasta, inną. Budowa nowej świątyni w stylu późnoromańskim rozpoczęła się na początku 1200 według wzorca architektonicznego zaczerpniętego z katedry w Bazylei. Zachowały się fragmenty tej romańskiej budowli, zwłaszcza transept i dolne partie wież zwanych kurkowymi).
Ze względu na bliskość Francji dość wcześnie zawitał do Fryburga styl gotycki. To według jego założeń rozpoczął ok. 1230 budowę nawy głównej nieznany z imienia i nazwiska mistrz budowlany. Popisem jego kunsztu są maswerki w oknach oraz kapitele. W budowli widać inspirację katedrą w Strasburgu, z którego być może wywodził się budowniczy świątyni fryburskiej. Zdecydował się on na jedną wieżę w fasadzie zachodniej – typowe rozwiązanie dla kościołów romańskich w regionie Fryburga. W efekcie powstało doskonałe dzieło w duchu gotyku, filigranowe i kunsztowne w formie, zwieńczone piętrzącymi się maswerkami rozpiętymi między elementami konstrukcyjnymi spiczastego hełmu. Wieża została ukończona ok. 1330 i z tego względu jest ona jedyną w Niemczech, ukończoną jeszcze w średniowieczu, wielką wieżą kościelną. Rada miasta zdecydowała następnie o zastąpieniu późnoromańskiego prezbiterium nowym i o dodaniu dużego wieńca kaplic i zleciła wykonanie tego zadania kolejnemu budowniczemu – Johannesowi z Gmünd z rodziny Parlerów, architektów, których prace są znane m.in. w Kolonii, Pradze, Brnie i Wiedniu. Johannes z Gmünd rozpoczął budowę prezbiterium w 1354. O położeniu pierwszego kamienia 24 marca 1354 informuje wyryty dłutem średniowieczny tekst: von gottes geburt mcccliiii jar an unser frowen abent in der uasten leit man den ersten stein an disen kor. Dzieło Johannesa z Gmünd kontynuował Hans Niesenberg z Grazu. Po przerwaniu budowy na ok. 100 lat ukończono ok. 1510 sklepienia prezbiterium (data widnieje na sklepieniu): Ludwigck horneck von hornberg hat den lesten stein im gewölb vermauret, got syß gelobt. Nowo wybudowane, późnogotyckie prezbiterium zostało następnie połączone z korpusem kościoła. Cesarz Maksymilian I ufundował, dla upamiętnienia samego siebie, witraże do okien prezbiterium. Budowa dobiegła końca w 1513. W tym też roku w grudniu biskup Konstancji poświęcił prezbiterium.
Po oficjalnym zakończeniu budowy dobudowywano jeszcze okazjonalnie rozmaite przybudówki; w XVI w. do południowej fasady romańskiego transeptu dostawiono renesansowy przedsionek. W elewacjach na uwagę zasługuje zwłaszcza rząd dziwacznych w formie rzygaczy.
Podczas gdy budowla w jednym z łacińskich dokumentów z 27 maja 1298 została wymieniona jeszcze jako kościół parafialny („ecclesia parochialis”), to 24 grudnia 1356 pojawiło się po raz pierwszy w stosunku do niej określenie „Münster”. Widnieje ono w jednym z dokumentów hrabiny Klary von Tübingen, córki zmarłego 9 listopada 1356 hrabiego Friedricha von Freiburg: zuo Friburg in dem münster. W ten sposób zaczęto stosować ten pochodzący od wielkich kościołów termin na określenie nowo rozbudowanej, gotyckiej świątyni we Fryburgu.

## Dlaczego „münster” a nie „katedra”?
Dom to jest przyjęte w jęz. niemieckim określenie dla katedry lub kościoła biskupiego, np. katedra w Kolonii (Kölner Dom) lub bazylika św. Piotra w Rzymie (St. Petri Dom), choć ta ostatnia nie ma formalnego statusu katedry. Termin dom pochodzi od łacińskiego słowa domus i oznacza dom. Pierwotnie termin ten oznaczał domową kaplicę biskupią, a dopiero po okresie średniowiecza zaczął oznaczać kościół biskupi. Stąd też niektóre istniejące dziś świątynie określane są terminem dom, choć nigdy w przeszłości nie były katedrami (Altenberger Dom, Braunschweiger Dom czy Goslarer Dom).
Kościół we Fryburgu Bryzgowijskim nie był do 1827 katedrą, ponieważ siedziba biskupa znajdowała się w Konstancji. Przedtem był zwykłym kościołem farnym lub parafialnym. Dopiero po założeniu w 1827 biskupstwa kościół we Freiburgu uzyskał formalne prawo do używania tytułu dom, określany jest jednak nadal jako münster.
Określenie münster natomiast to wczesne, niemieckie zapożyczenie łac./gr. słowa monasterium = klasztor. Pierwotnie terminem tym określano kościoły, które były budowane jako kościoły klasztorne lub kolegiackie. W okresie średniowiecza nastąpiło, zwłaszcza w południowych Niemczech, rozszerzenie terminu münster również na kościoły biskupie (Strasburg, Bazylea, Konstancja) i poszczególne duże, miejskie kościoły farne. Pojęcie to jednakże nie ma nic wspólnego z architekturą.
Tak więc obecnie, chociaż pojęcie i zakres znaczeniowy terminów dom i münster są nieco mylące, oba terminy są stosowane wymiennie dla oznaczenia zarówno kościołów biskupich, jak i znaczących, zwykłych kościołów, zarówno katolickich jak i protestanckich: Ulmer Münster, Überlinger Münster, Freiburger Münster czy wspomniane wyżej: Altenberger Dom, Braunschweiger Dom, Goslarer Dom.

## Sytuacja prawna katedry
Jeśli chodzi o sytuację prawną katedry to stanowi ona osobliwość, bowiem katedra nigdy nie była własnością kościoła. Kiedy książęta von Zäringen rozpoczęli ok. 1200 budowę dzisiejszej katedry, była ona ich własnością jako tzw. „ecclesia propria” („kościół prywatny”); książęta sami sfinansowali większą część budowy świątyni. Od poł. XIII w. mieszczaństwo Fryburga przejęło odpowiedzialność za budowę i ustanowiło w tym celu wiele fundacji. W 1295 pojawia się po raz pierwszy wzmianka o funduszu katedralnym przekształconym w 1314 w tzw. „fabrica ecclesiae” (niem. Kirchenfabrik). Ta średniowieczna instytucja prawna obejmowała budowę katedry a także poszczególne fundusze przeznaczone dla jej utrzymania. Wszystkie te „fabricae ecclesiae” podlegały radzie miasta; mianowała ona w tym celu specjalnych zarządców katedralnych, których zadaniem było, razem z licznymi współpracownikami, zabezpieczenie organizacyjno-finansowe nowych prac budowlanych, przebudów jak i bieżących remontów budowli.
W 1464 parafia katedralna została zaanektowana przez Uniwersytet we Fryburgu, założony w 1457 przez Habsburgów. Nie oznaczało to jednak zajęcia majątku „fabrica ecclesiae”; ten pozostał niezależny i służył dalej celom, do których został powołany.
Ustawa sekularyzacyjna (Reichsdeputationshauptschluss) z 1802 i przejście miasta Fryburg pod zwierzchność Wielkiego Księstwa Badenii w 1805 stworzyło samo przez się nową sytuację prawną. Wszystkie majątki kościelne znalazły się pod zarządem państwa. W 1813 został zniesiony patronat uniwersytetu.
Po założeniu arcybiskupstwa we Fryburgu na przestrzeni lat 1821–1927 i podniesieniu dotychczasowego kościoła do rangi katedry – siedziby arcybiskupa – powstała z prawnego punktu widzenia nowa sytuacja. Obok istniejącej dotychczas kościelnej „fabrica ecclesiae” pojawiła się taka sama instytucja o randze katedralnej, której głównym zadaniem było zaspokojenie bieżących potrzeb katedry w zakresie nabożeństw. Choć dokładny podział kompetencji pomiędzy obu instytucjami nie był jasny, nie dochodziło między nimi do sytuacji konfliktowych.
Z powodu nie cierpiących zwłoki potrzeb remontowych powołano w 1890 do życia związek budowlany katedry (Münsterbauverein). Ma on siedzibę w budynku Münsterbauhütte i jest odpowiedzialny za utrzymywanie w należytym stanie wyglądu zewnętrznego katedry. Nie ma on jednak prawa własności do budowli. Za wnętrze katedry, kruchtę, dzwony i organy odpowiedzialny jest fundusz Münsterfabrikfonds lub Domfabrikfonds. Taki podział zadań został zapisany w 1891 w zarządzeniu ordynariatu arcybiskupiego i trwa do dziś ku pożytkowi katedry.
Zagadnienie własności katedry zostało ostatecznie uregulowane w 1901 w umowie pomiędzy miastem Fryburg, ordynariatem arcybiskupim a Radą Katolickiej Fundacji Parafii Katedralnej (Katholischer Stiftungsrat der Münsterpfarrei). Na podstawie tej umowy katedra miała podlegać funduszowi Münsterfabrikfonds (następcy „fabrica ecclesiae”), który przejął również zobowiązania budowlane. Miastu przyznano pewne prawa odnośnie do użytkowania wieży (np. używanie dzwonów w Nowy Rok itp.) i placu przykościelnego.

## Kwestia ochrony zabytkowej substancji katedry

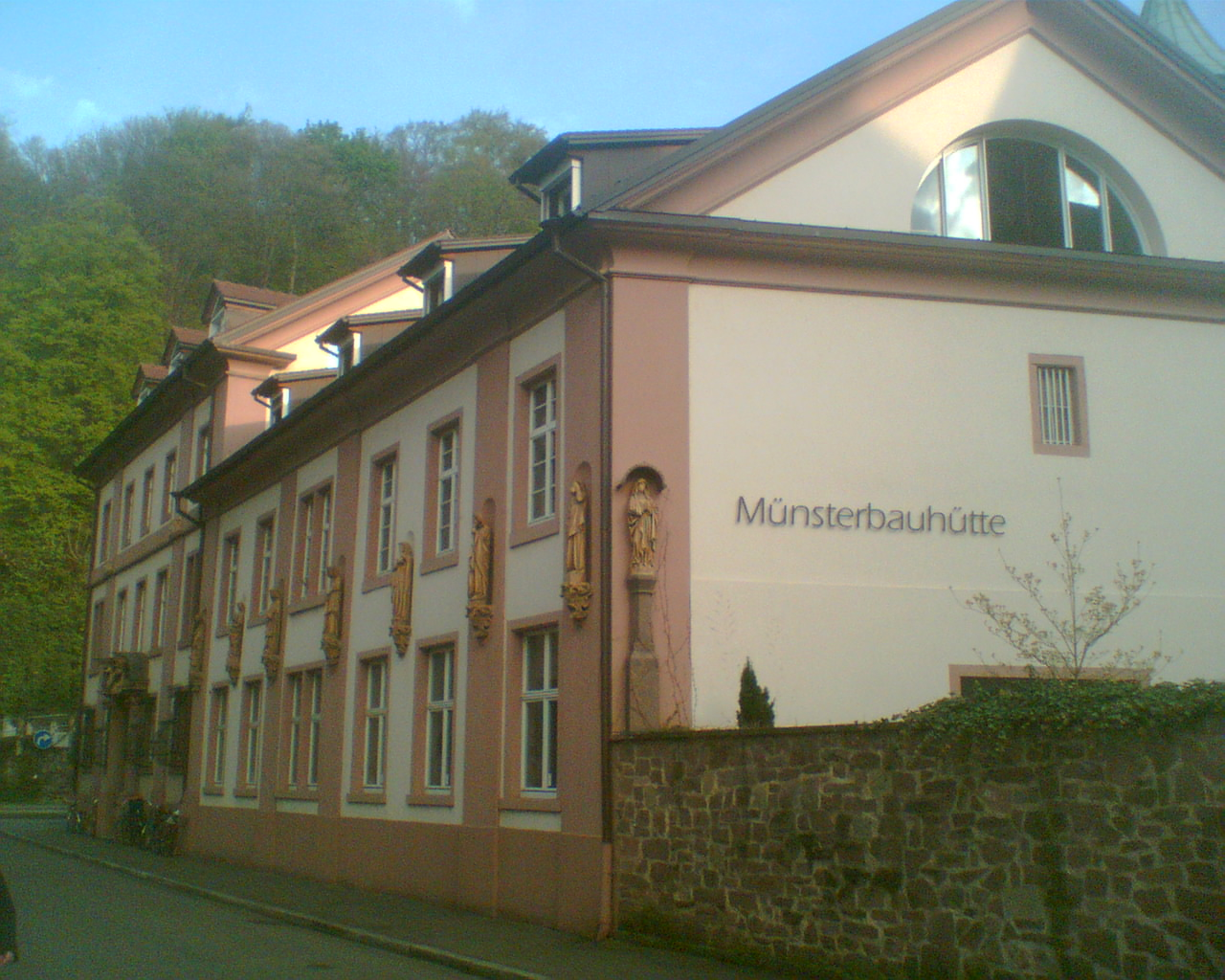
Münsterbauhütte – siedziba Freiburger Münsterbauverein

Pod koniec XIX w. oczywisty stał się dla miasta Fryburga i jego mieszkańców zły stan budowli katedralnej, równocześnie jednak osobiste zaangażowanie na rzecz katedry i finansowe wsparcie osiągnęło rekordowo niski poziom. W 1889 komisja ekspercka oficjalnie ustaliła szkody budowlane katedry.
Ponieważ ówczesny formalny właściciel katedry – Münsterfabrik, fundacja o średniowiecznej proweniencji – nie była w stanie zebrać niezbędnych środków finansowych, nadburmistrz Otto Winterer w płomiennym apelu wezwał obywateli miasta do założenia stowarzyszenia na rzecz ratowania katedry. Wzmocnionemu apelowi do czynników kościelnych i organów administracji publicznej o wsparcie finansowanie dla utrzymania budowli przedstawił Winterer ideę organizacji zajmującej się pozyskiwaniem funduszy od osób indywidualnych, firm, fundacji dobroczynnych lub instytucji rządowych.
W taki sposób dla utrzymania katedry powołano w 1890 stowarzyszenie Freiburger Münsterbauverein, mające charakter związku użyteczności publicznej. Musi on dostarczyć rocznie kilka milionów euro dla zabezpieczenia i utrzymania katedry. Od 2005 stanowisko inwestora katedralnego sprawuje architektka Yvonne Faller, a funkcje pierwszego przewodniczącego pełni każdorazowy przewodniczący Rejencji Fryburg.

## Architektura

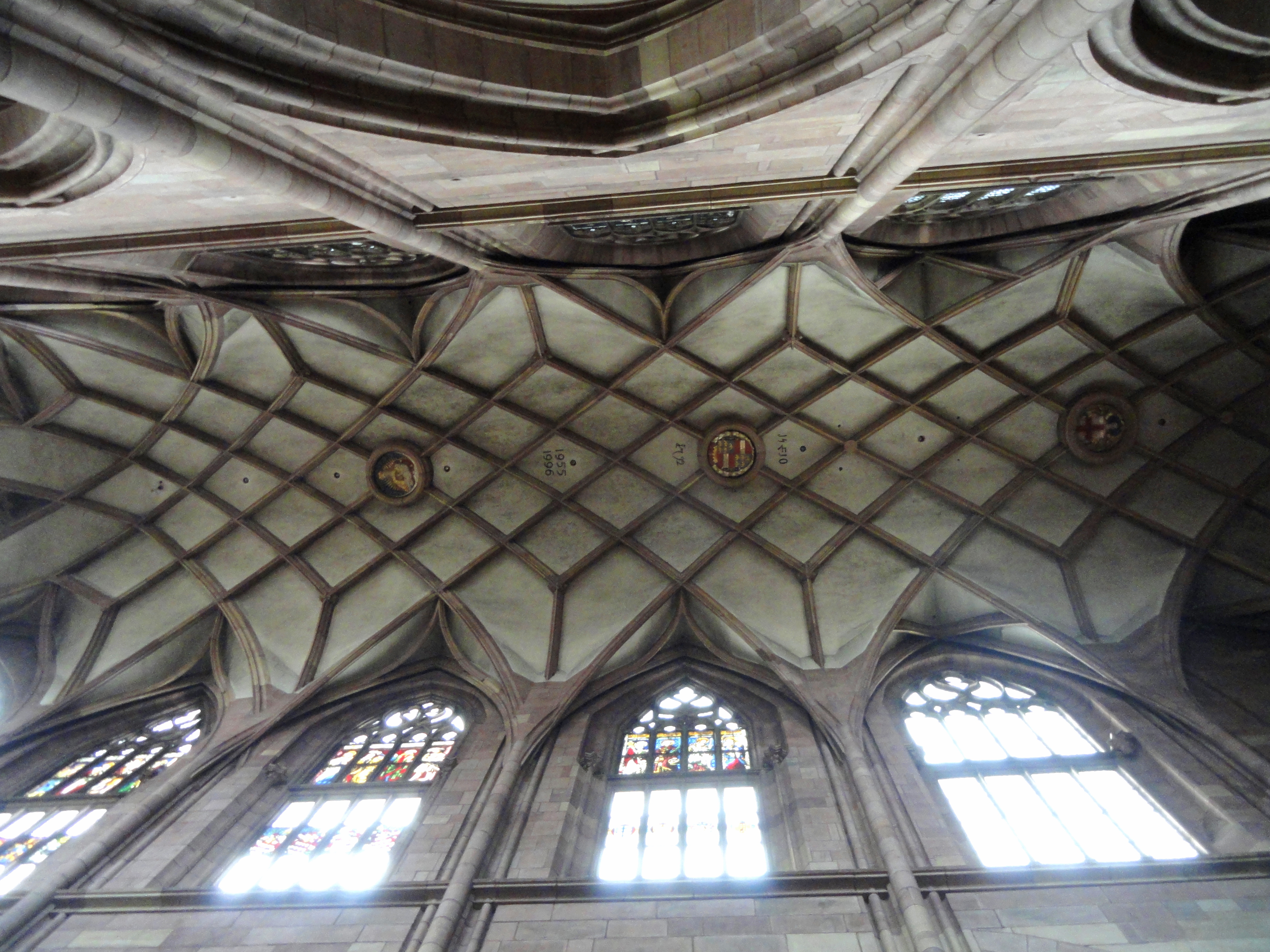
Prezbiterium, sklepienie sieciowe

### Bryła budowli
Katedra jest budowlą trzynawową w typie bazyliki, łączącą elementy późnoromańskie oraz wczesno- i późnogotyckie.
Do budowy katedry użyto podobnego kamienia jak w przypadku katedry w Strasburgu – piaskowca o czerwonawym zabarwieniu, wydobywanego w średniowieczu głównie w Lorettoberg. Świątynia ma tak wewnątrz jak i zewnątrz bogatą dekorację rzeźbiarską.
Katedra ma 124 m długości wewnętrznej, 127 m długości zewnętrznej i 30 m szerokości.

#### Prezbiterium
Kiedy katedra została zasadniczo ukończona od strony zachodniej, fundatorzy postanowili rozbudować prezbiterium. Ściany prezbiterium zostały przeprute wysokimi, bogato zdobionymi oknami, zapewniającymi dopływ światła do wnętrza. Prezbiterium jest węższe niż korpus główny, a przykrywa je sklepienie sieciowe.
Charakterystyczne jest, że służki w prezbiterium, w przeciwieństwie do korpusu głównego, są pozbawione kapiteli i przechodzą bezpośrednio w żebra sklepienia tworząc romboidalne sklepienie sieciowe. Niskie obejście łączy prezbiterium z wieńcem kaplic, z których każda zbudowana jest na planie pięciokąta.

#### Nawa główna

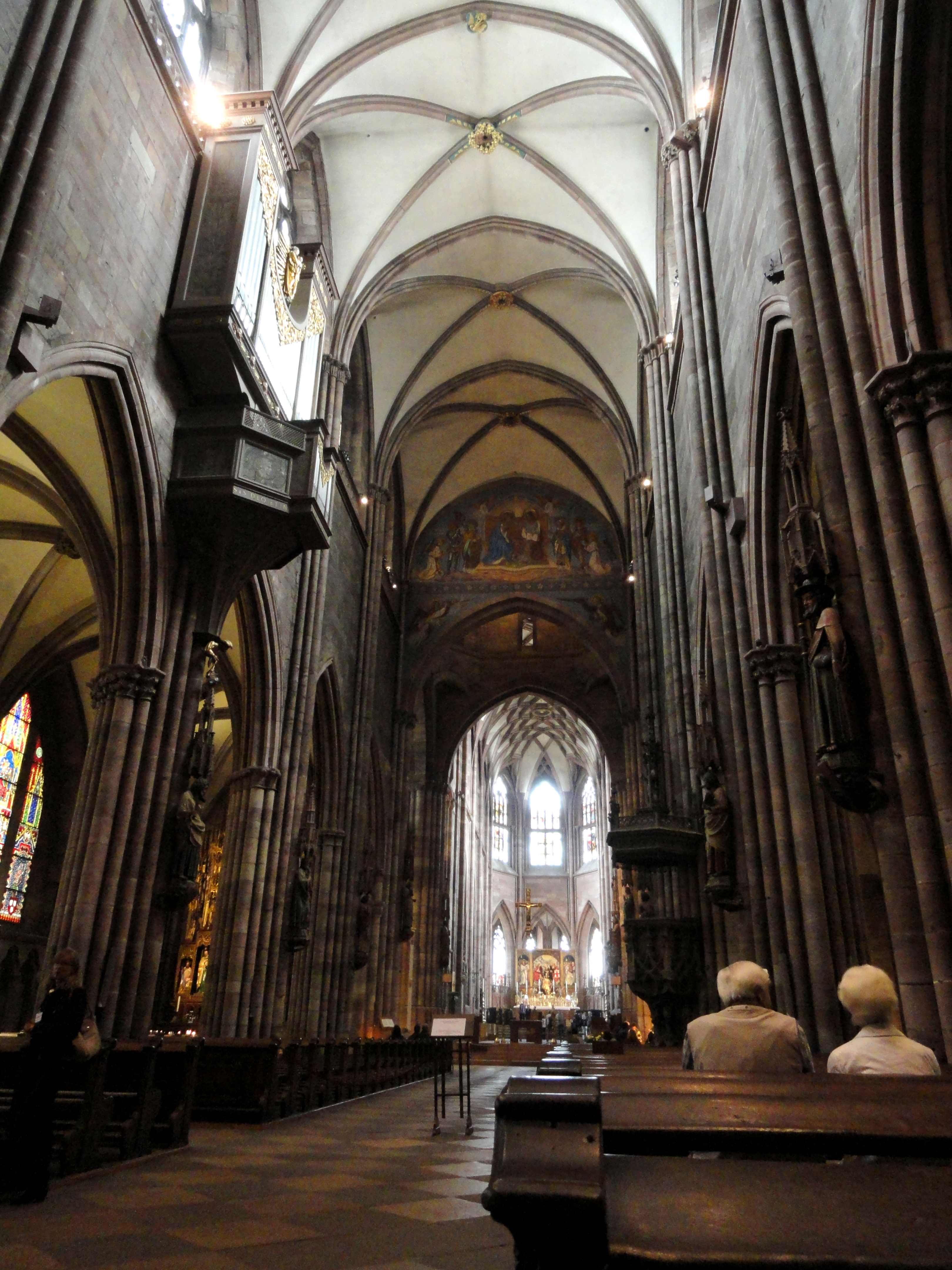
Korpus główny

Stosunkowo ciemny korpus główny trzynawowej bazyliki jest podzielony na sześć przęseł. Poszczególne przęsła oddzielone są kolumnami wiązkowymi. Przy każdej kolumnie znajduje się dodatkowo półkolumna, która poprzez służki przechodzi w sklepienie krzyżowo-żebrowe podtrzymujące konstrukcję dachu. Na każdej z 12 kolumn ustawiono figury 12 apostołów. Na podstawach kolumn wyryte zostały nazwiska darczyńców.
Nawa główna jest flankowana o połowę niższymi nawami bocznymi, przeprutymi szerokimi, trójdzielnymi, ostrołukowymi oknami. Nawa główna otwiera się na nawy boczne ostrołukowymi arkadami, ponad którymi biegnie rząd stosunkowo wysoko osadzonych, niewielkich, maswerkowych okien.

#### Transept
Transept nie wystaje poza linię korpusu głównego. Wyraźnie należy on do późnoromańskiego etapu budowy katedry. Świadczą o tym łuki pełne, małe pełnołukowe okna i jednołukowy portal. Na skrzyżowaniu naw, wspartym na masywnych filarach wiązkowych, znajduje się osadzona na trompach i tamburze ośmiokątna kopuła. Nie jest ona widoczna z zewnątrz.

### Wieża

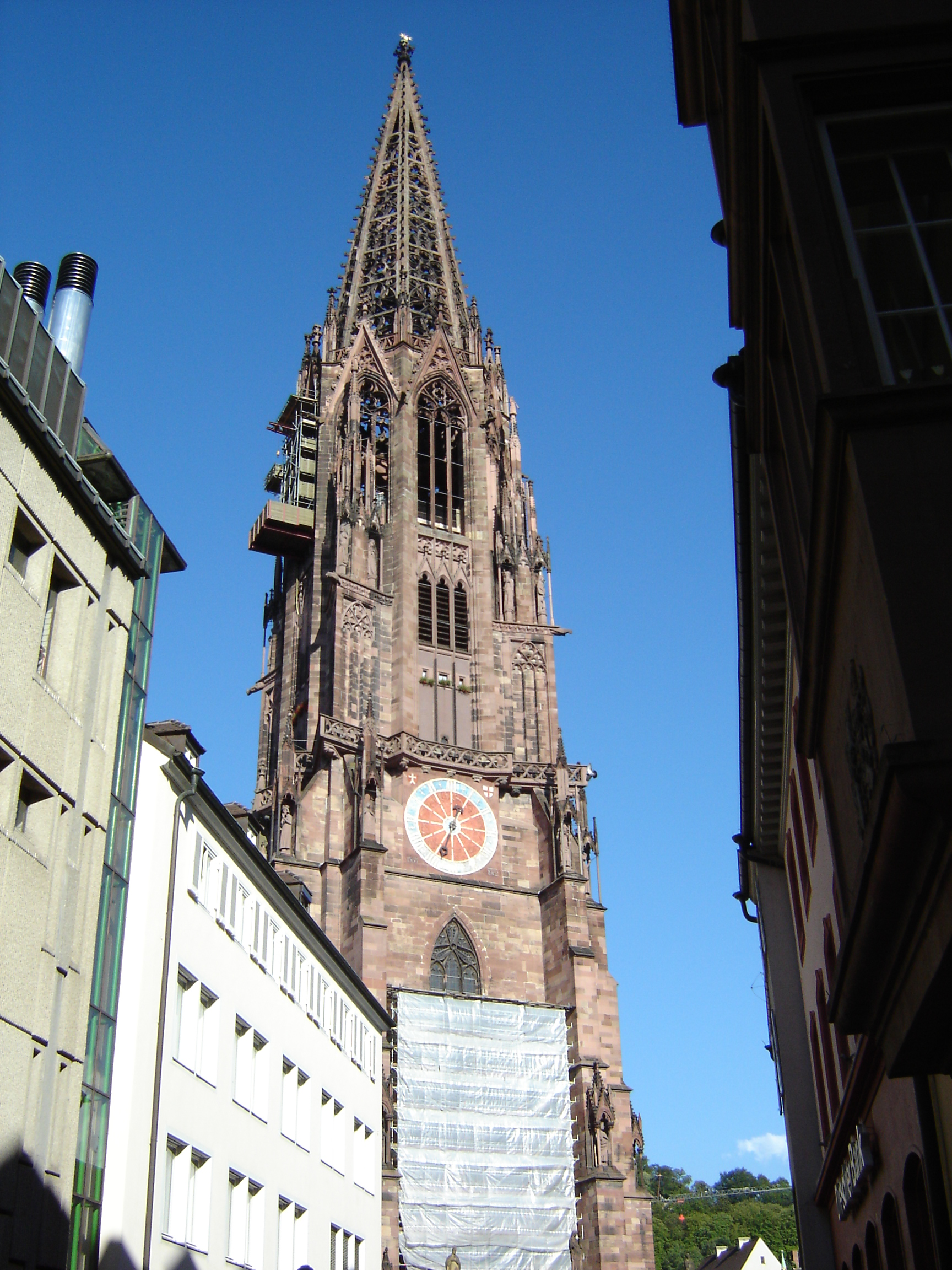
Wieża katedralna

Imponująca wieża katedralna, określona niegdyś przez szwajcarskiego historyka sztuki Jacoba Burckhardta jako „najpiękniejsza wieża na ziemi” ma wysokość 116 m, w tym trzon wieży 70 m (można wspiąć się na znajdującą się na jego wierzchołku platformę widokową po schodach) i 46 m – ażurowy hełm.

#### Historia budowy
Na projektanta kościoła we Fryburgu wskazuje zapisek franciszkańskiego zakonnika Malachiasa Tschamsera w jego Chronik von Thann (1724) z 1275:
Und soll Ervinus von Steinbach der diß Jahr das Münster zu Straßburg fertig gemacht, den Riß zu dißem (i.e. Thann) auch gemacht haben wie auch zu Freyburg.
Dotychczas podważana była wiarygodność tego zapisku; wychodzono z założenia, że wieża jest dziełem dwóch budowniczych, nieznanych z nazwiska. W grudniu 2009 okazało się jednak, że Instytut Historii Budownictwa w Forschungszentrum Karlsruhe po zakrojonych na szeroką skalę badaniach porównawczych zachowanych gotyckich szkiców katedry w Strasburgu, kościoła we Fryburgu Bryzgowijskim, kolegiaty św. Ubalda w Thann i kościoła św. Stefana w Breisach am Rhein (wszystkie one określane były terminem Münster) wykazał, że strasburski budowniczy kościołów Erwin von Steinbach rzeczywiście zaprojektował również wieżę kościoła we Fryburgu.

#### Konstrukcja wieży
W konstrukcji wieży można wyróżnić trzy niemal równe części składowe: zbliżone do kwadratu przyziemie, część środkową na planie ośmiokąta i część górną, którą stanowi ażurowy hełm.

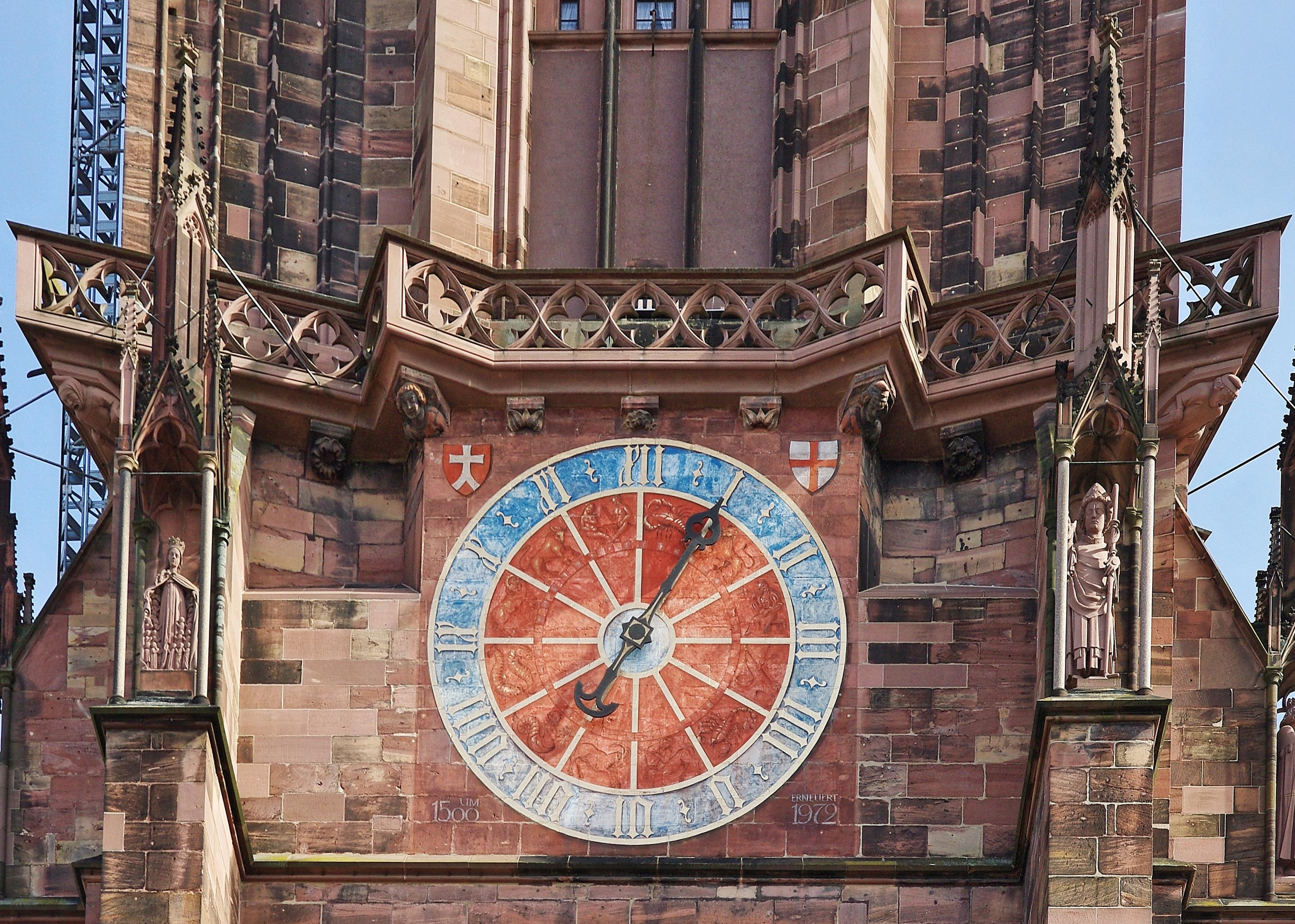
Cyferblat zegara wieżowego

- Wieża została wzniesiona na planie niemal kwadratu; jej mury są masywne i prawie bez otworów. Wysoka na ok. 30 m, masywna część dolna została wzniesiona z wielkich ciosów piaskowca. Znajduje się w niej portal i maswerkowe okna kaplicy św. Michała. Fasada zachodnia wieży jest podparta potężnymi przyporami, ozdobionymi w górnej części figurami pod baldachimem. Portal na parterze prowadzi do kruchty, udekorowanej dużą ilością rzeźb, sklepionej krzyżowo. Na pierwszym piętrze znajduje się kaplica św. Michała, również sklepiona krzyżowo i otwierająca się na zewnątrz trzema oknami maswerkowymi a wewnątrz poprzez sklepienie krzyżowe połączona z nawą środkową. Na drugim piętrze, o wysokości ok. 7 m, znajduje się mechanizm zegarowy z cyferblatem, na którym w 1972 zrekonstruowano zachowane resztki dekoracji malarskiej z ok. 1500. Nad tym piętrem wznosi się dzwonnica wypełniona konstrukcją, na której są zawieszone dzwony, wysoka na 18 m. Konstrukcja dzwonna z 1291 została wykonana w 1291 z drewna jodłowego i oparta na podmurowaniu. Jest podzielona na cztery części i zawiera łącznie 16 dzwonów, z których najstarszy, Hosanna, pochodzi z 1258.

Wyrazem kunsztu architektonicznego jest przejście z kwadratowej części dolnej do oktagonalnej części środkowej. Przejście to opiera się na rzucie dwunastokąta, zaakcentowanego na zewnątrz kamienną galerią z motywem gwiazd i maswerkową balustradą.
- Powyżej tej galerii wieża przechodzi w ośmiobok. Wysoka na ok. 40 m część oktagonalna wieży prezentuje całkowicie odmienny styl. Na tej wysokości konstrukcja wieży jest już całkowicie ażurowa; osiem wysokich, wyniosłych filarów i osiem potężnych, ostrołukowych, maswerkowych okien wykończonych żabkami prezentuje typ architektury otwartej. Znajduje się tu platforma widokowa, na którą można wejść po schodach i z której rozciąga się niczym nie zmącony widok na zewnątrz. Jest ona bogato dekorowana rzeźbą figuralną i pinaklami. Od strony północno-wschodniej znajduje się dobudowana filigranowa wieżyczka, w której umieszczone są schody prowadzące na platformę widokową.

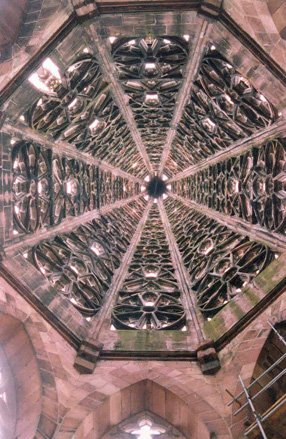
Ażurowy hełm wieży widziany od dołu

- Ponad częścią oktagonalną wznosi się filigranowy, ażurowy, wysoki na 46 m hełm wieży, zbudowany na planie ośmiokąta i wypełniony maswerkiem. Każda z ośmiu trójkątnych ścian ostrosłupa hełmu, zbiegających się u szczytu, ma własny wzór geometryczny, który w miarę zbliżania się do szczytu iglicy staje się coraz prostszy[20]. Siłę wyrazu osiąga wieża jako całość poprzez skończone architektonicznie, kokieteryjne przejścia od planu kwadratu poprzez dwunastokąt do ośmiokątnej podstawy hełmu aż do kwiatonu na samym wierzchołku. Ażurowa konstrukcja hełmu wieży nie zabezpiecza zupełnie przed deszczem czy śniegiem, lecz jest wyłącznie pnącą się ponad 100 m w górę dekoracją[21][22].

Wieża katedralna jest jedyną tego rodzaju kościelną wieżą w Niemczech, która została ukończona jeszcze w średniowieczu (ok. 1330) i od tego czasu przetrwała wszystkie zawieruchy dziejowe, w tym również atak bombowy z 27 listopada 1944, który zniszczył doszczętnie domy położone w okolicach katedry. Budowla ucierpiała jednak od wstrząsów wywołanych wybuchami. Filigranowy hełm wieży wprawdzie wytrzymał wstrząsy, niezbędne jednak okazało się wzmocnienie go ołowianymi kotwiami, aby w ten sposób utrzymać wzajemne powiązania poszczególnych jego elementów. Okna zostały wymontowane, zabezpieczone i przechowane do końca wojny.

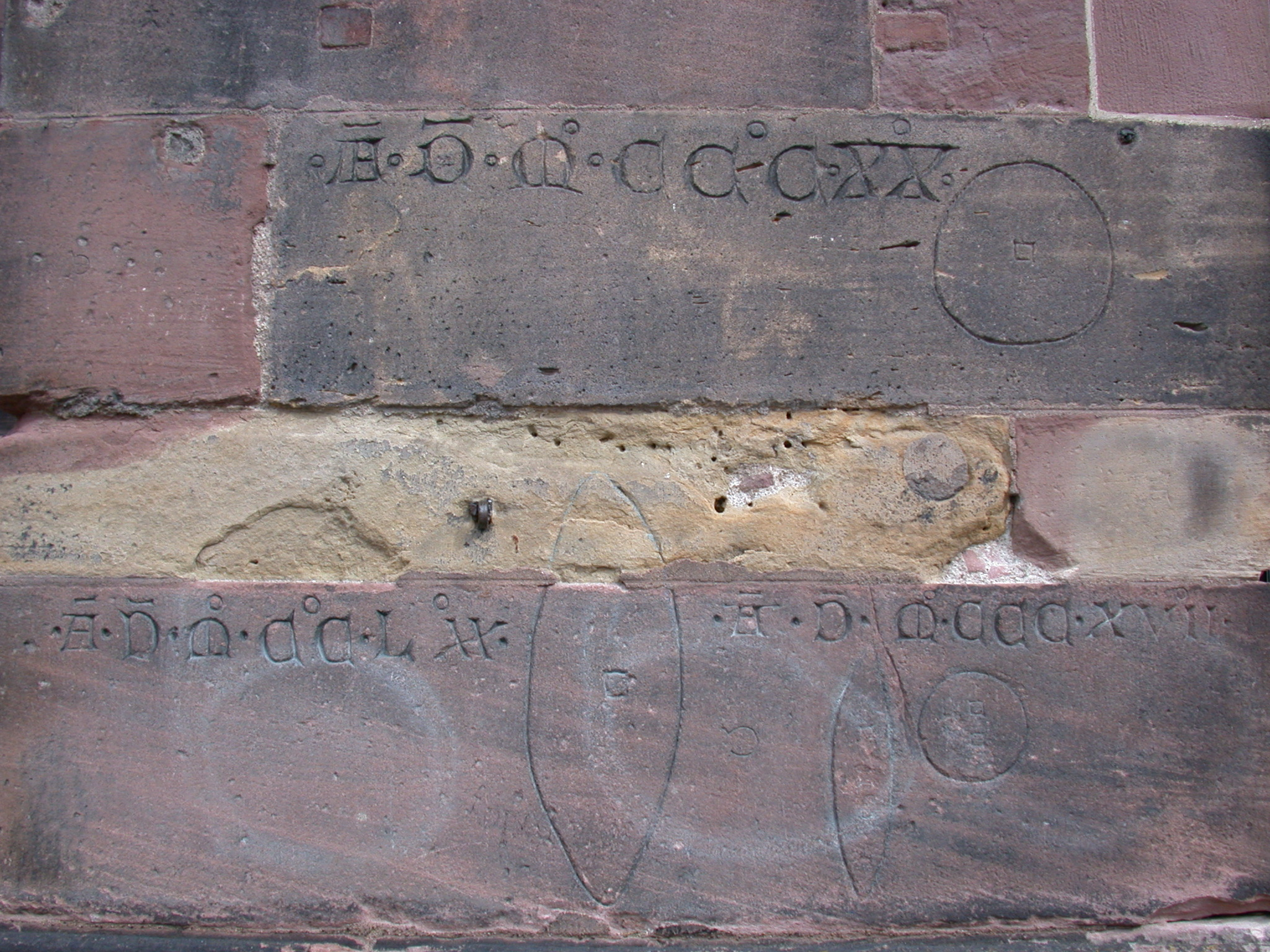
Średniowieczna miara na murach katedry

W przyziemiu wieży, na lewo od pierwszego łukowo sklepionego portalu została wyryta dłutem średniowieczna miara długości określana w jęz. niem. jako die Freiburger Elle (XIII w.), oznaczająca długość 54 cm. Przymocowanie jej do muru kościelnego wymagało specjalnej legitymizacji. Inskrypcja wyryta na południowym filarze przedsionka wieży zawiera również informację o terminach obu jarmarkach organizowanych w mieście.
Na wieży znajduje się również wielki zegar wieżowy, dzieło Jean-Baptiste Schwilgué z 1851. Pomieszczenie, w którym znajduje się mechanizm zegara, jest udostępnione do zwiedzania. Zegar jeszcze chodzi, ale już nie porusza wskazówki na wielkim cyferblacie i nie wybija godzin. Schwilgué zbudował dla wieży katedralnej również zegar kontrolny, zainstalowany siedem lat później dla potrzeb strażnika wieżowego.
Hełm wieży stał się w XIX w. przykładem dla innych, podobnych rozwiązań architektonicznych, z których najsłynniejsze to wieże katedry w Kolonii oraz katedry w niedalekim Ulm. Inne przykłady to mierząca 97 m wieża ewangelickiego kościoła św. Szczepana w Miluzie czy 96-metrowa wieża kościoła św. Lamberta w Münster. Do wieży katedralnej nawiązuje również wieża kościoła ewangelicko-reformowanego w Warszawie, zbudowanego w latach 1866–1880 przez Adolfa Loewe.

#### Dekoracja rzeźbiarska wieży
Równolegle z budową wieży w latach 1270–1330 różne zespoły rzeźbiarskie stworzyły różnorakie rzeźby. Długi czas powstawania jest zauważalny w stylu tych rzeźb, pozostających pod wyraźnym wpływem przykładów z katedr w Paryżu, Chartres, Reims czy Strasburga.

##### Portal i kruchta

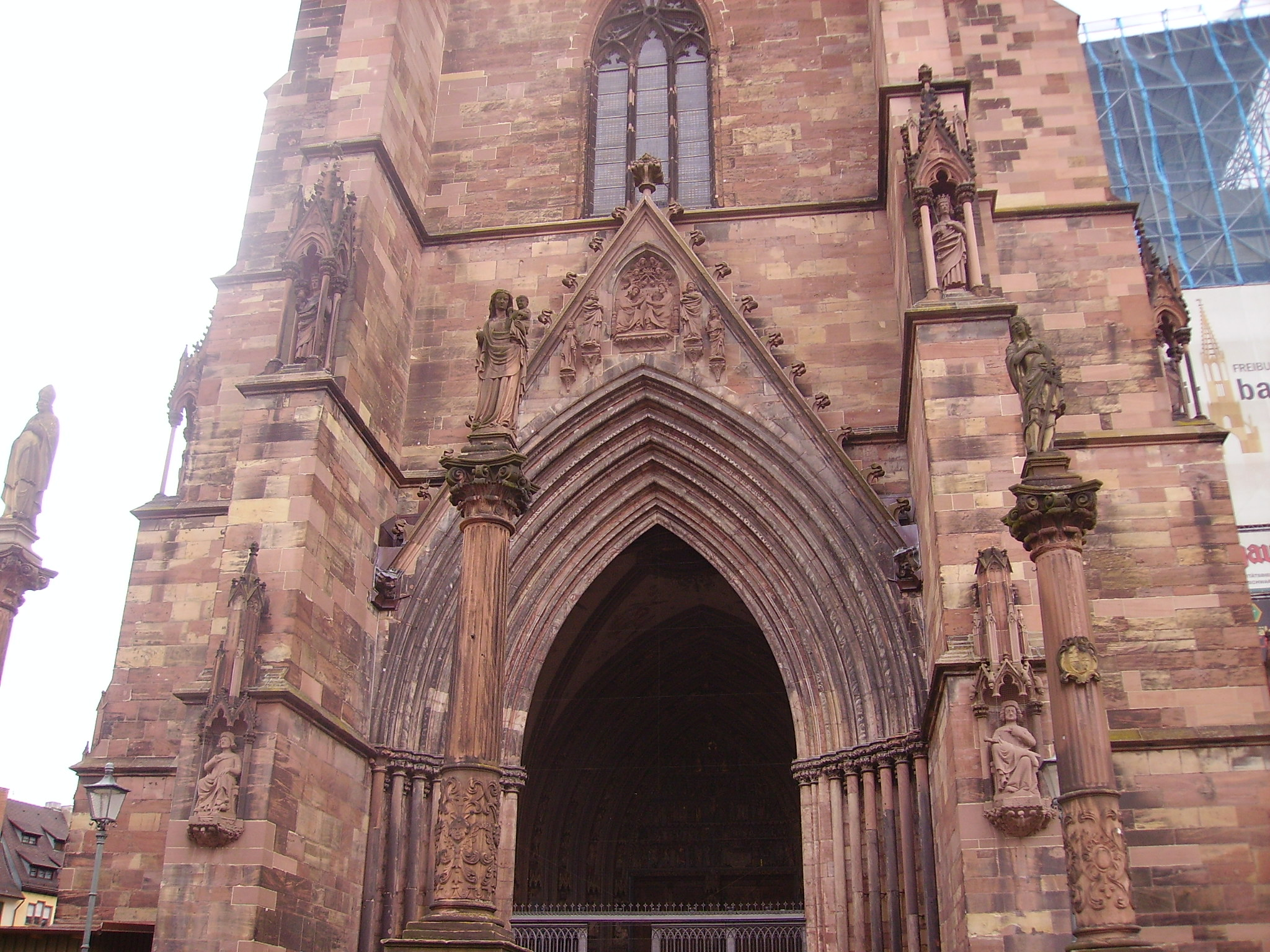
Portal zewnętrzny stanowiący wejście do kruchty

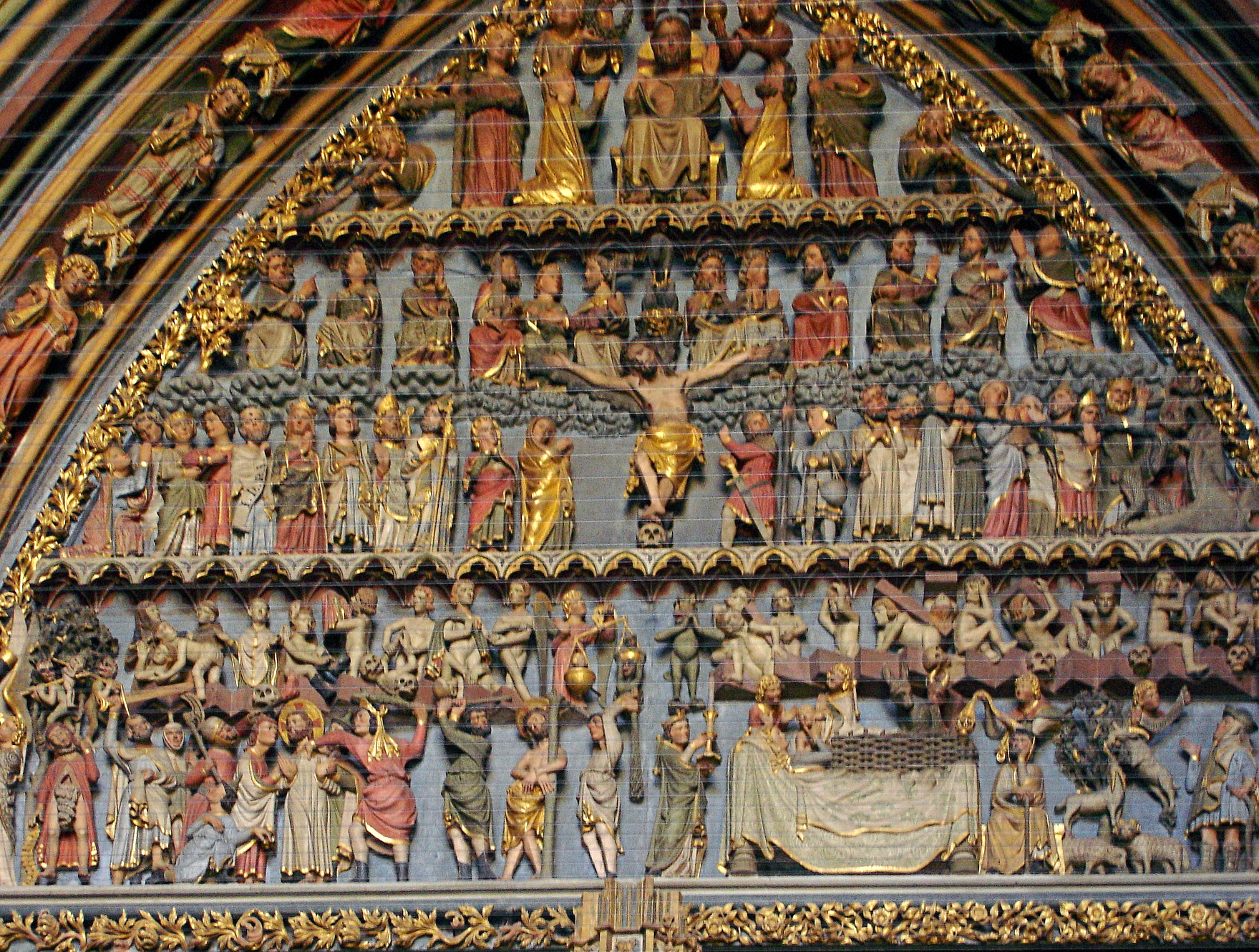
Portal wewnętrzny prowadzący z kruchty do nawy głównej – bogato dekorowany tympanon

Gotycki portal i kruchta zostały poddane renowacji w listopadzie 2004. Portal zewnętrzny, stanowiący wejście do kruchty, zwieńczony jest wysoką na ok. 13 m wimpergą, której centralny motyw dekoracyjny stanowi Koronacja Maryi, otoczonej przez dwa anioły i dwie święte (św. Katarzynę z Aleksandrii i św. Małgorzatę). Postacie Maryi, patronki fryburskiej katedry oraz Jezusa umieszczone są naprzeciwko siebie w pozycji siedzącej w ostrołukowej niszy. Syn błogosławi Matkę, mającą tak jak on koronę niebios na głowie. Matka przyjmuje błogosławieństwo Syna w pokorze, ze złożonymi dłońmi. Anioły ponad nimi okadzają ich kadzielnicami i podtrzymują jeszcze jedną koronę – symbol życia wiecznego. Ten pochodzący z ok. 1280 relief nawiązuje swym programem ikonograficznym do podobnych motywów z portali katedr francuskich w Reims i Paryżu.
Z tego samego warsztatu rzeźbiarskiego pochodzą cztery wysokie na ok. 2 m posągi świętych umieszczonych w specjalnych ażurowych oprawach na filarach przyporowych. Posągi te przedstawiają patrona Fryburga, św. Jerzego, oraz królów Oswalda, Luciusa oraz Sebastiana (patrząc od południa w kierunku północnym).
W tympanonie portalu prowadzącego z kruchty do nawy głównej ukazane jest wyobrażenie Sądu Ostatecznego, poszerzonego o sceny z życia Jezusa (Narodzenie i Pasja). W centrum części górnej widnieje Chrystus jako Sędzia Sprawiedliwy. Figury w archiwoltach wyobrażają Stare Przymierze Boga z człowiekiem i wskazują na związek pomiędzy Starym a Nowym Przymierzem. Węgar portalu przedstawia cykl Maryjny, którego centralny punkt stanowi wspaniała, pełnoplastyczna rzeźba Maryi, umieszczona na trumeau podtrzymującym tympanon. Cykl bogato opracowanych postaci z przełomu XIII i XIV w., wyobrażający Panny Mądre i Panny Głupie, zdobiący kruchtę katedry jest bliski stylistycznie i ikonograficznie temu z katedry w Strasburgu. Uzupełnieniem cyklu jest wyobrażenie Księcia Świata, przedstawionego jako kusiciel ku przestrodze wychodzących z kościoła wiernych. Podczas renowacji i oczyszczania figur świadomie przywrócono stan z poprzedniej renowacji, dokonanej w latach 90. XIX w. pod nadzorem konserwatora i malarza Fritza Geigesa.

##### Rzeźby kondygnacji zegarowej
W tabernakulach kondygnacji zegarowej umieszczonych jest siedem figur przedstawiających świętych. Są one wysokie na ok. 3 m i zostały wykute ok. roku 1300 w dwóch różnych warsztatach kamieniarskich. Rzeźby przedstawiają kolejno (od południa w kierunku północy): Archanioła Michała z włócznią, walczącego ze smokiem, św. Katarzynę z Aleksandrii z symbolami jej męki (koło i liść palmowy), cesarza Henryka III (donatora katedry) z insygniami władzy cesarskiej, berłem i jabłkiem, figurę biskupa, króla Burgundii Zygmunta, zakonnika cysterskiego Bernarda z Clairvaux z pastorałem oraz figurę nieznanego świętego z otwartą księgą. Niewielka figura Madonny, pochodząca z XIV w., została dodana później.

##### Figury proroków
W części środkowej wieży (oktagonalnej), na wysokości ok. 50 m znajduje się 10 figur starotestamentowych proroków ze zwojami pism lub księgami w rękach, umieszczonych w ażurowaych oprawach rzeźbiarskich posadowionych na wysokich, sześciokątnych postumentach. Jedna z figur, przedstawiająca postać z rogiem w ręku, da się zidentyfikować jako Mojżesz, druga z uwagi na koronę jako król Dawid. Niedawno teolog Emil Spath podjął się identyfikacji pozostałych figur proroków.
Wysokie na 3 m posągi, wykute ok. 1330 z dwóch bloków kamiennych stanowią dzieła o dużej wartości artystycznej, ukształtowane indywidualnie z uwzględnieniem szczegółów odwzorowywanych postaci, reprezentują całkowicie nowy styl, wykazując pewne podobieństwo do zbliżonych stylistycznie figur z transeptu katedry w Rouen.

##### Rzygacze
Pod figurami proroków w narożnikach filarów znajdują się cztery rzygacze przedstawiające lwa, orła i dwie postacie ludzkie. Lew i postać kobiety pochodzą z czasów średniowiecza, natomiast dwa pozostałe: lew i postać mężczyzny w birecie na głowie powstały w latach 50. i 60. XX w.
Pomiędzy trójkątnymi szczytami okien części oktagonalnej wieży wyróżniają się pozbawione rynien rzygacze, przedstawiające przywary ludzkie, siedem grzechów głównych: nieczystość (naga kobieta), gniew (człowiek-lew), pychę (jeździec), chciwość (mężczyzna z naczyniem), nieumiarkowanie w jedzeniu i piciu (świnia). Wyobrażenia zazdrości i lenistwa zaginęły i zostały zastąpione rzeźbami bez treściowych odniesień do pozostałych, jak np. portretem budowniczego katedralnego Friedricha Kempfa (zm. 1932).

#### Dzwony
Katedra posiada aktualnie 19 czynnych dzwonów kościelnych, z których najstarszy – Hosanna, pochodzący z 1258 – należy do najstarszych, zachowanych dzwonów tej wielkości. Dzwoni on obecnie według rozporządzenia fundacji w następujące dni:
- w czwartki wieczorem na Angelus Domini – na pamiątkę cierpienia Chrystusa w Ogrójcu,
- w piątki o godz. 11:00 – na pamiątkę Ukrzyżowania Chrystusa (w języku ludowym bywał z tego powodu nazywany również Knöpflesglocke (dzwon zacierkowy) – czas jego piątkowego dzwonienia był podobno porą nastawienia wody do gotowania zacierek),
- w sobotnie popołudnia – na modlitwę za zmarłych w ciągu tygodnia,
- corocznie 27 listopada – na pamiątkę zbombardowania miasta tego właśnie dnia w 1944.

W przeszłości dzwon dzwonił również na wypadek pożaru i burzy oraz w celu zwołania posiedzenia sądu miejskiego.
Dzwon Hosanna opatrzony jest następującą inskrypcją:
ANNO DOMINI M C C L VII XV KLAS AVGVSUI STRVCTA EST CAMPANA – O REX GLORIE VENI CVM PACE – ME RESONANTE PIA POPVLO SVCVRRE MARIA (18 LIPCA 1258 DZWON ZOSTAŁ ODLANY – O KRÓLU CHWAŁY, PRZYJDŹ W POKOJU – OBYM DZWONIŁ POBOŻNIE, WSPOMÓŻ TWÓJ LUD, MARYJO)
Dzwon Hosanna wisi w wieży katedralnej razem z pozostałymi 15 dzwonami, które zostały odlane w 1959 w ludwisarni Friedricha Wilhelma Schillinga w Heidelbergu. W wieży wiszą również dwa inne dzwony: odlany w 1606 Vesperglöckchen i Silberglöckchen z XIII w. Oba zostały przywrócone do użytku dzięki restauracji.
W sygnaturce na południowym ramieniu transeptu wisi 19. Dzwon – Taufglocke.
Przed 1959 w wieży wisiał zestaw dzwonów odlanych w latach 1841–1843 w ludwisarni Rosenlächer w Konstancji. Dzwony te miały następujące wysokości tonu: b0, d1, f1, fis1, a1, b1, cis2, d2, f2 i b2. Zgodnie z gustem panującym w tamtych czasach dzwoniły tylko dzwony harmoniczne. Dzwony świąteczne miały wysokości tonu: b0, d1, f1, g1 i b1 (g1 dopiero od 1950). Od 1842 dzwon Hosanna dzwonił tylko okazyjnie, ponieważ w przeciwieństwie do stroju pozostałych dzwonów jego ćwierćton brzmiał zbyt nisko.
Po 2002 przeprowadzono remont zabytkowej konstrukcji nośnej dzwonów. Jej najstarsze drewniane belki pochodzą z lat 1290/1291. Remont zakończył się w poł. 2008 zawieszeniem na nowo wszystkich dzwonów. Dzwon Hosanna, którego 750. rocznicę świętowano właśnie w 2008, mógł zabrzmieć wspólnie z pozostałymi dzwonami, co przedtem nie było możliwe z powodu jego zawieszenia.
Zakres tonacji dzwonów katedralnych wynoszący ponad dwie i pół oktawy i ich łączna waga wynosząca ok. 25 ton sprawiają, iż należą one do największych katedralnych zestawów dzwonnych w Niemczech.

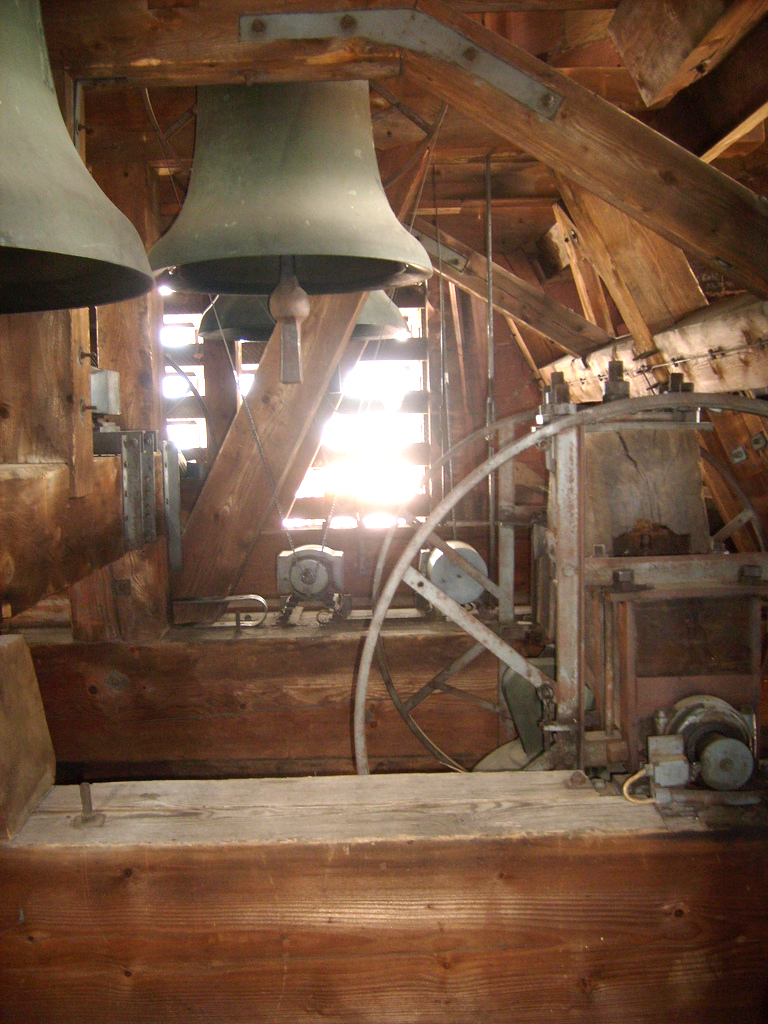
Wnętrze dzwonnicy

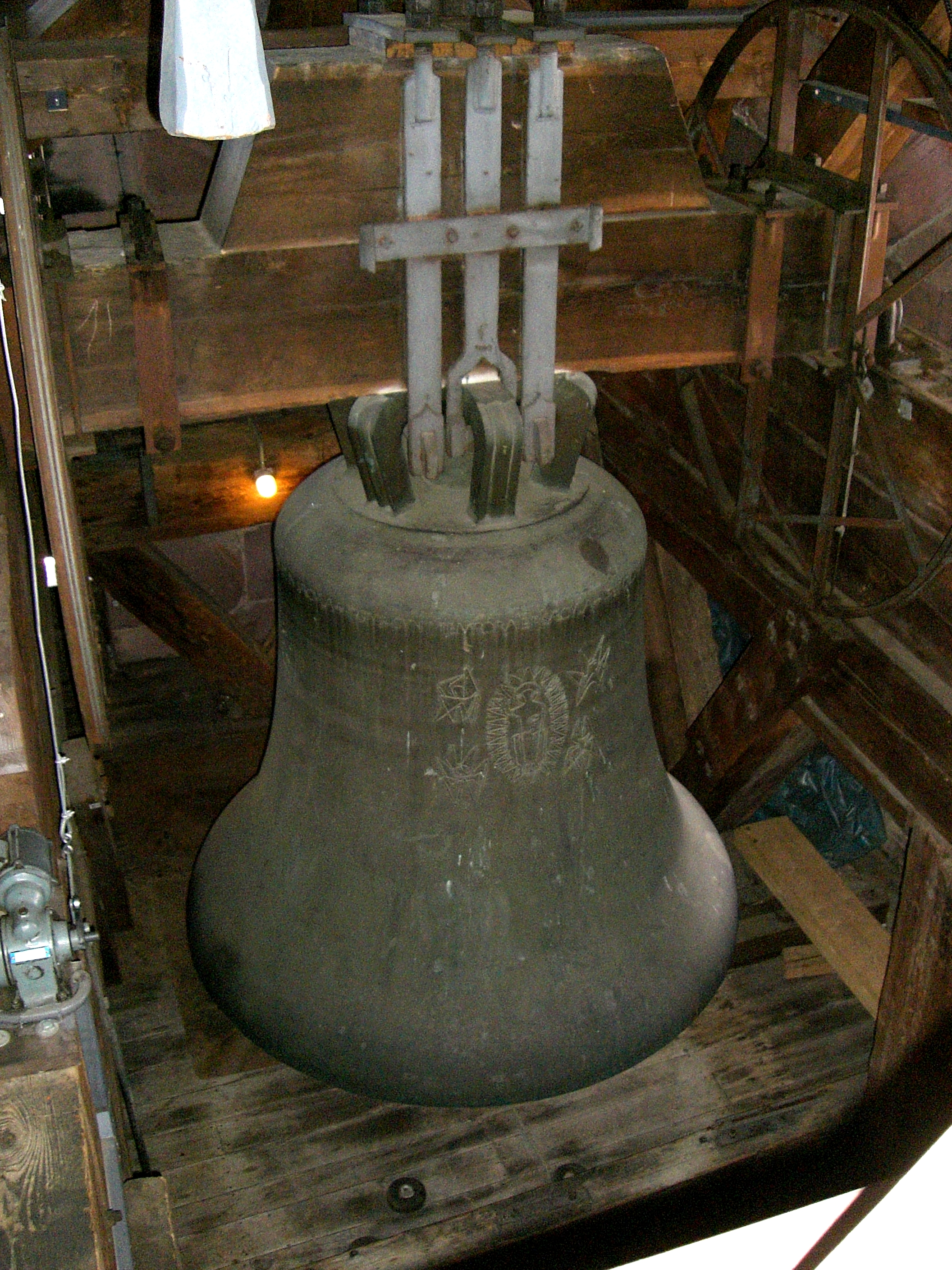
Dzwon Hosanna

| Nr. | Nazwa                        | Średnica (m) | Waga (t) | Wysokość tonu (półton- 1/16) |
| 1   | Christusglocke               | 2,133        | 6,856    | g0 0±0                       |
| 2   | Petrusglocke                 | 1,774        | 3,917    | b0 0±0                       |
| 3   | Paulusglocke                 | 1,566        | 2,644    | c1 0±0                       |
| 4   | Marienglocke                 | 1,490        | 2,290    | d1 0±0                       |
| 5   | Hosanna                      | 1,610        | 3,290    | es1 0±0                      |
| 6   | Josefsglocke                 | 1,242        | 1,354    | f1 0±0                       |
| 7   | Nikolausglocke               | 1,095        | 0,958    | g1 0±0                       |
| 8   | Johannesglocke               | 1,081        | 0,913    | a1 0±0                       |
| 9   | Jakobusglocke                | 1,022        | 0,803    | b1 0±0                       |
| 10  | Konradsglocke                | 0,903        | 0,560    | c2 0±0                       |
| 11  | Bernhardsglocke              | 0,798        | 0,381    | d2 0±0                       |
| 12  | Lambert- und Alexanderglocke | 0,670        | 0,212    | f2 0±0                       |
| 13  | Michaelsglocke               | 0,594        | 0,149    | g2 0±0                       |
| 14  | Schutzengelglocke            | 0,575        | 0,130    | a2 0±0                       |
| 15  | Odiliaglocke                 | 0,505        | 0,112    | c3 0±0                       |
| 16  | Magnificatglocke             | 0,456        | 0,079    | d3 0±0                       |
| I   | Taufglocke                   | 0,550        | 0,095    | a2                           |
| II  | Vesperglöckchen              | 0,510        | 0,070    | h2                           |
| III | Silberglöckchen              | 0,352        | 0,033    | f3                           |

## Fizyka w katedrze

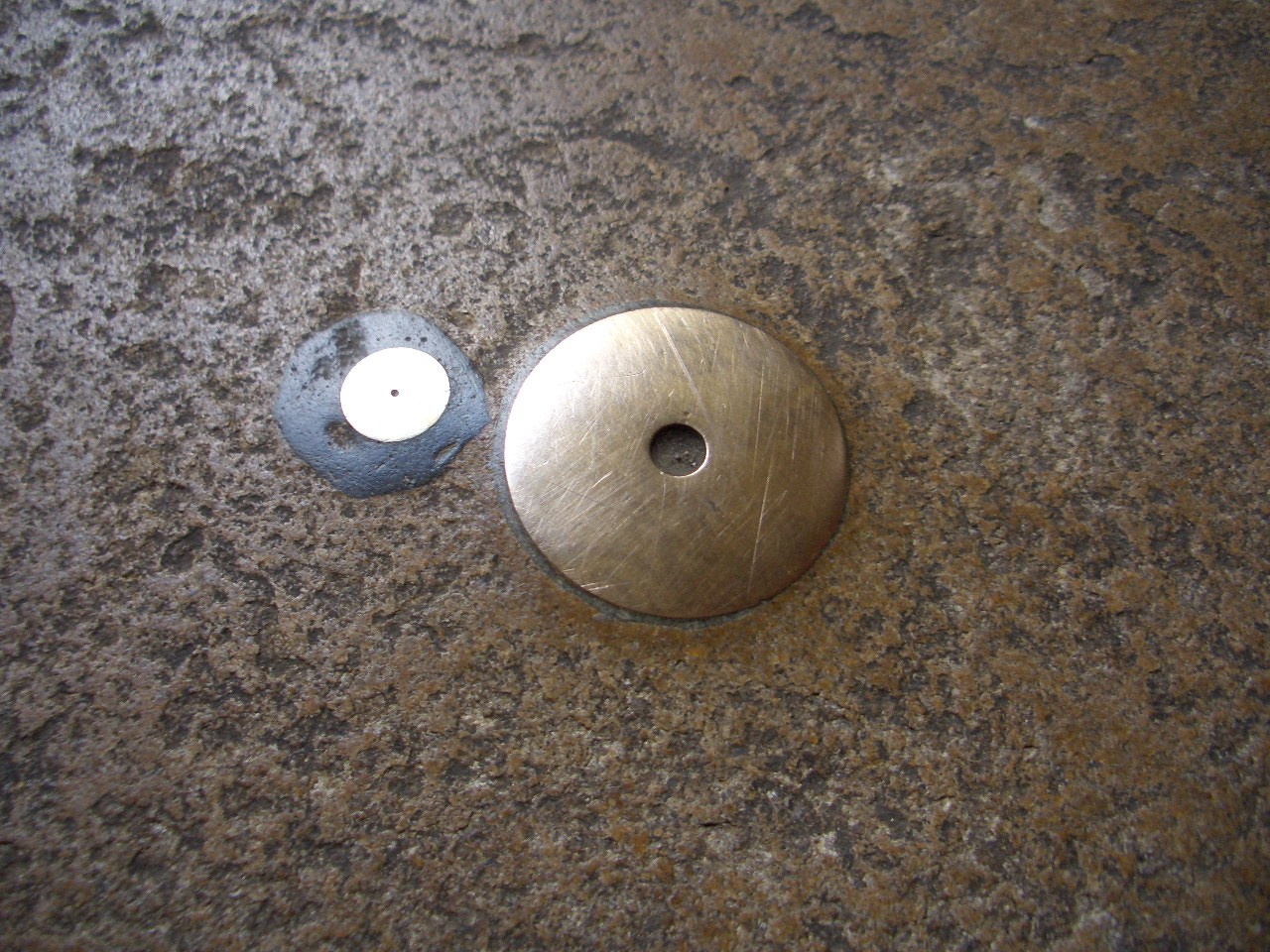
Punkty – geometryczny i fizyczny na posadzce katedry

Pod wieżą na posadzce katedry są zamocowane dwa mosiężne punkty. Punkt większy (geometryczny) oznacza rzut pionowy wierzchołka wieży na posadzkę. Punkt mały (fizyczny) natomiast oznacza miejsce upadku przedmiotu upuszczonego w dól z wierzchołka wieży. Niezgodność pomiędzy punktem geometrycznym a punktem upadku, wynosząca ok. 3,2 cm, spowodowana jest przez ruch obrotowy Ziemi i tzw. efekt Coriolisa.

## Wyposażenie

### Ołtarz główny

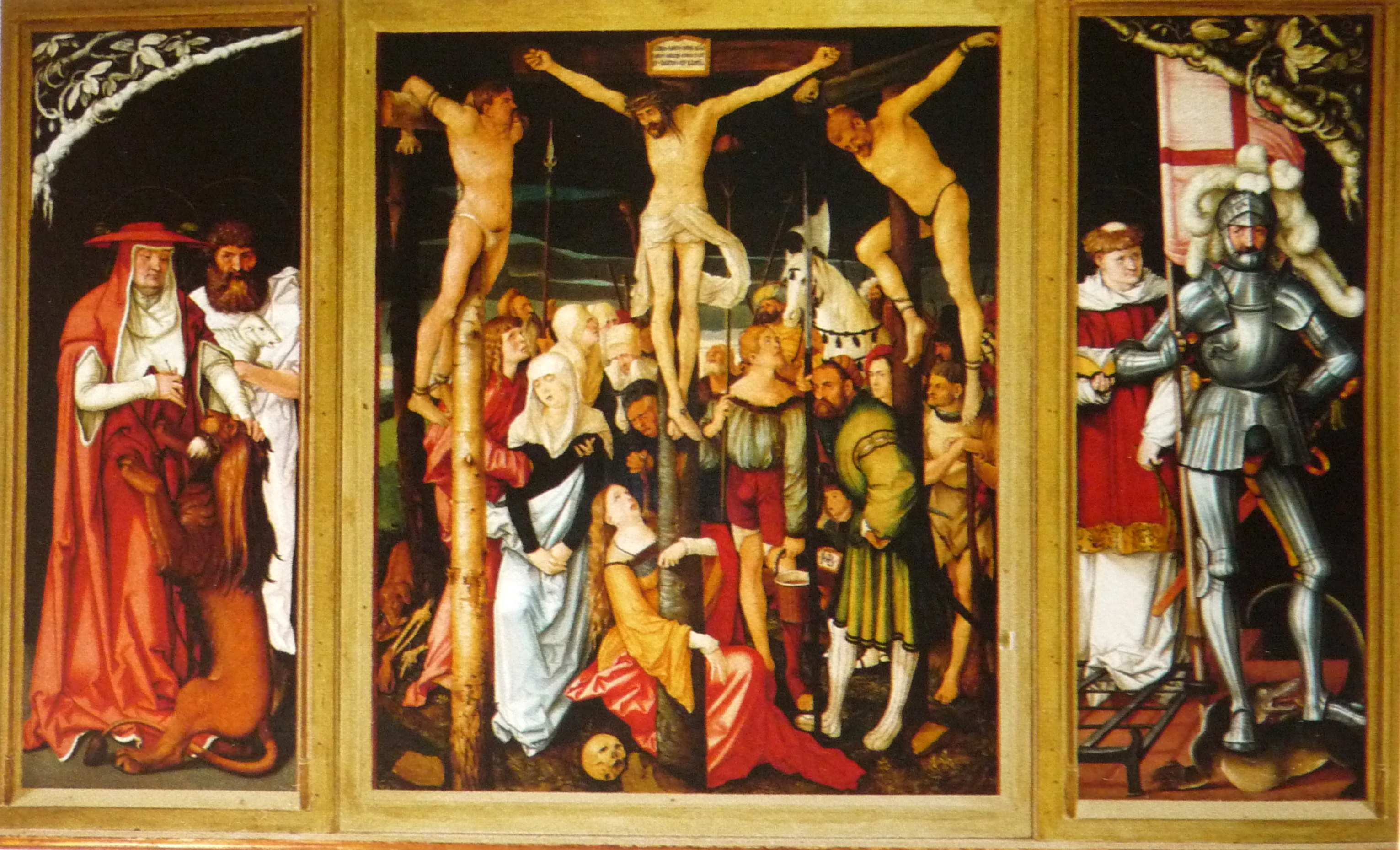
Tylna część ołtarza głównego

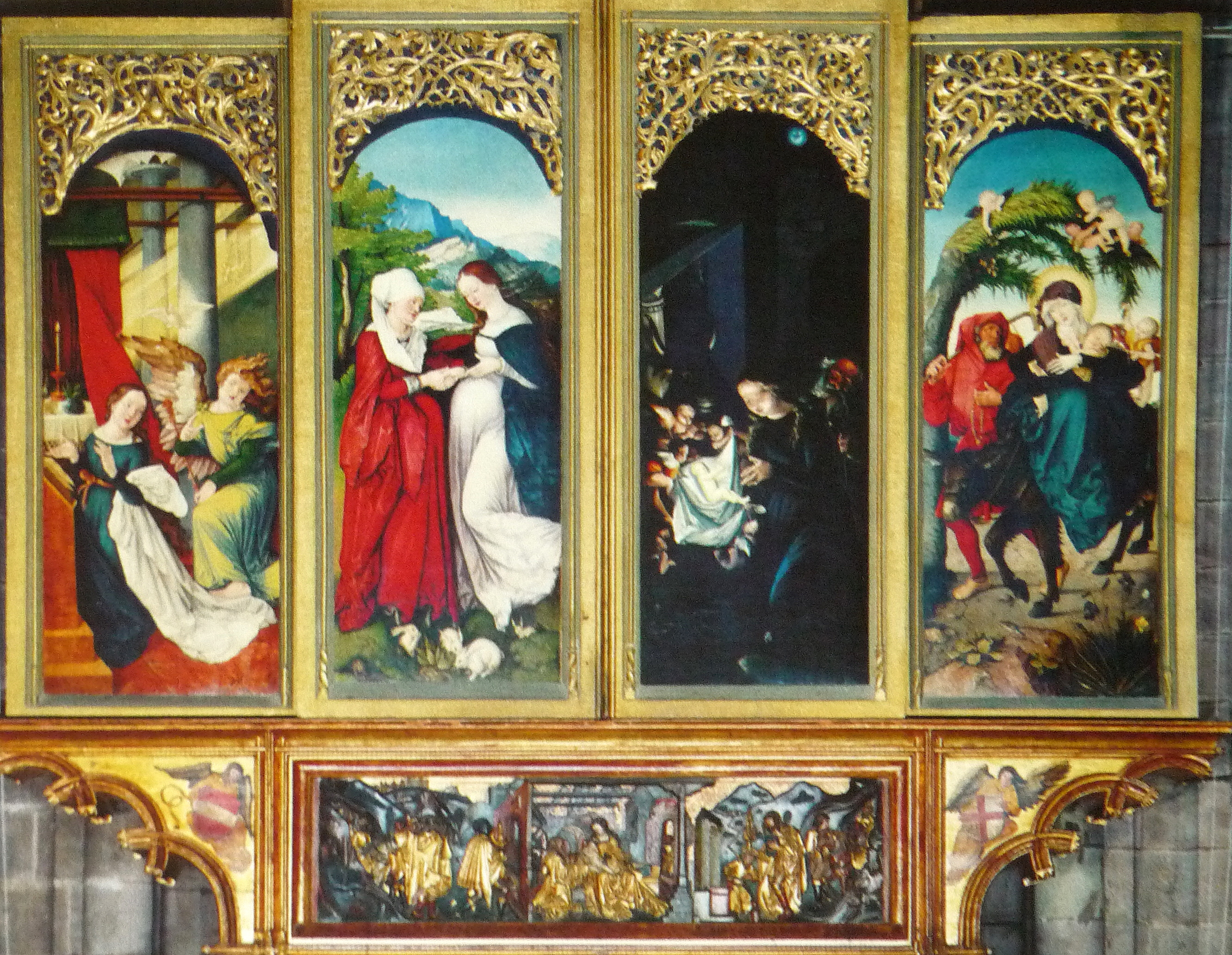
Przednia część ołtarza głównego (z zamkniętymi skrzydłami)

Najcenniejszymi elementami wyposażenia katedry są: ołtarz główny, dzieło Hansa Baldunga Griena, ucznia Albrechta Dürera i ołtarz Hansa Holbeina młodszego w jednej z kaplic prezbiterium.
Ołtarz główny, namalowany w latach 1512–1516, reprezentuje typ ołtarza szafkowego. Część przednia ołtarza przedstawia w wersji otwartej Koronację Najświętszej Marii Panny, patronki katedry. Kolorystyka obrazu jest utrzymana w tonacji zielonej, ulubionej barwie artysty, co wyjaśnia nadany mu przydomek (niem. grün – zielony). Na obu bocznych skrzydłach przedstawione jest Zesłanie Ducha Świętego na apostołów. W okresie Adwentu i Bożego Narodzenia ołtarz jest zamknięty i wówczas przedstawia temat Bożego Narodzenia ujęty w czterech obrazach: Zwiastowanie, Nawiedzenie Najświętszej Maryi Panny, Boże Narodzenie i Ucieczkę do Egiptu.
Część tylna ołtarza, widoczna jedynie od strony kaplic prezbiterium, przedstawia Ukrzyżowanie Chrystusa. Tu Hans Baldung sportretował samego siebie jako giermka.

### Krucyfiks triumfalny
Od listopada 2009 w łuku tęczowym wisi, monumentalny, późnoromański krucyfiks triumfalny, wykonany ze srebra ok. 1200. Jest to najstarsze dzieło sztuki spośród wszystkich znajdujących się w katedrze. Wzmianka o krucyfiksie pojawia się w przekazach po raz pierwszy w 1588. Jego fundatorem był przypuszczalnie książę Bertold V Zähringen, pierwszy inwestor katedry.
Krucyfiks ma 2,63 w wysokości i 1,45 m szerokości. Grubość dębowej belki krzyża wynosi 4 cm, a wysokość figury Chrystusa 107 cm. Figura wykonana jest ze srebrnej blachy, pokrytej złotem. Ciało jest przybite do krzyża czterema gwoździami, ramiona rozciągnięte szeroko, niemal poziomo, stopy natomiast oparte są na okrągłej tarczy. Głowa jest lekko pochylona w lewo, oblicze nieruchome, okolone brodą i długimi, sięgającymi do piersi włosami. Oczy są wpółprzymknięte. Realistycznie wymodelowany tors odznacza się wystającymi żebrami i lekko napiętą skórą. Lędźwie spowija sięgająca do kolan, pofałdowana płachta, zawiązana w gruby węzeł na lewym biodrze. Krawędzie krzyża oraz sama figura ozdobione są drogimi kamieniami. Nic nie wskazuje na straszliwe zmaganie się konającego Mistrza ze śmiercią – ukrzyżowany Chrystus jest nieruchomy i pogrążony w spokoju. Nie cierpiący, lecz triumfujący nad śmiercią. Tym samym krucyfiks wskazuje na jego zmartwychwstanie, wniebowstąpienie i powtórne przyjście.

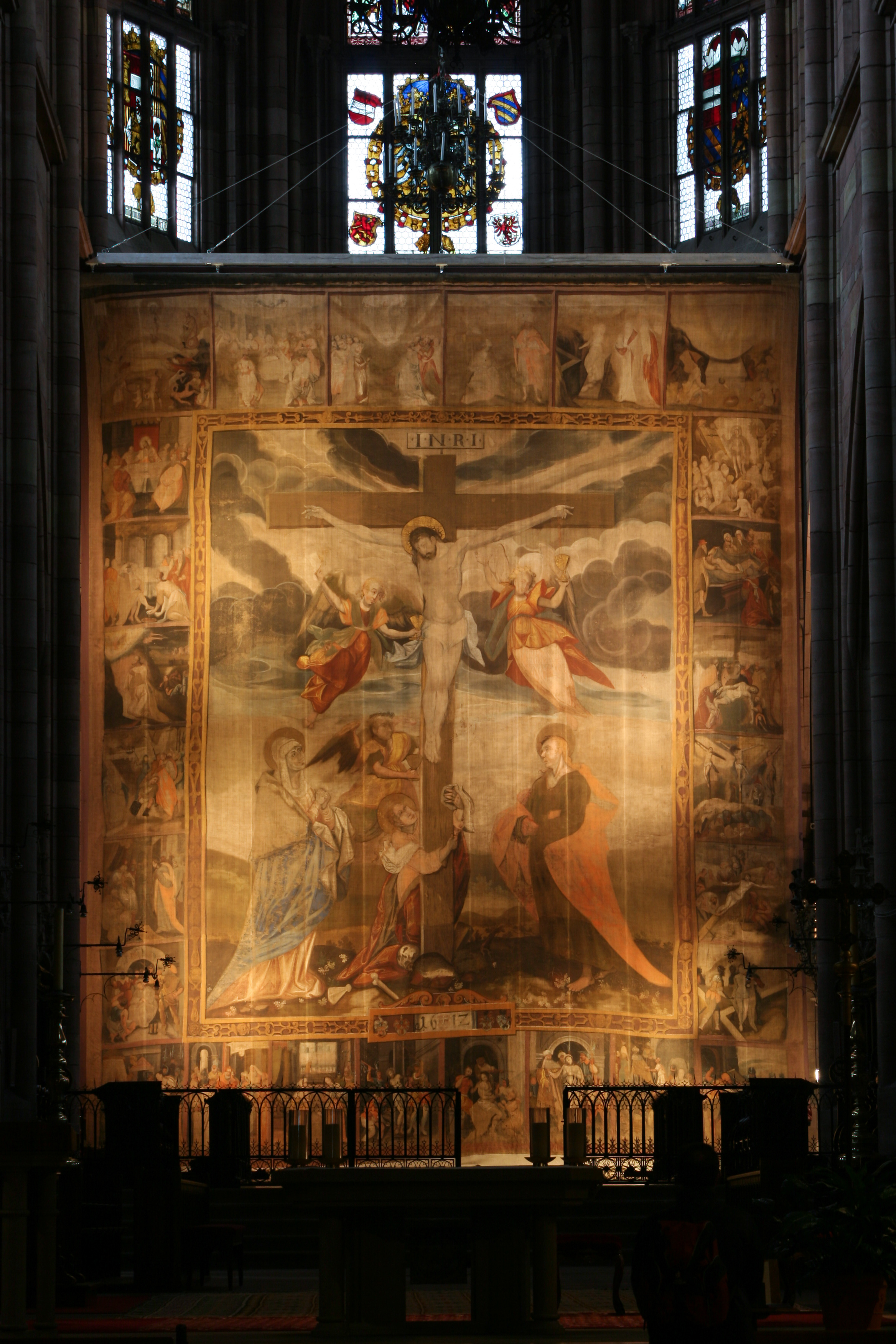
Zasłona wielkopostna

Pod stopami Ukrzyżowanego umieszczona jest duża, okrągła, okolona bluszczem tarcza z umieszczonym na niej reliefem przedstawiającym Baranka Bożego z krzyżem lub sztandarem zwycięstwa, symbolem jego triumfu nad śmiercią i zmartwychwstania. Nad głową Chrystusa umieszczone są dwa szczególnie subtelnie opracowane reliefy: dolny ukazuje Maryję w otoczeniu apostołów spoglądających ku górze zaś górny przedstawia kroczącego Jezusa z chorągwią zwycięstwa w ręku, odzianego w zwiewne szaty. Owalny kryształ górski nad głową Maryi symbolizuje Ducha Świętego. Przedstawienie postaci wskazuje na mistrzostwo warsztatu nieznanego twórcy krucyfiksu.
W ramionach krucyfiksu znalazły się wyobrażenia trzech siedzących ewangelistów: św. Mateusza, św. Łukasza i św. Jana i lwa – symbolu czwartego z nich, św. Marka.

### Pozostałe wyposażenie
Od 2003 w prezbiterium jest ponownie rozwieszana na czas wielkiego postu tzw. zasłona wielkopostna, pochodząca z 1612, przesłaniająca znajdujący się za nią ołtarz główny. Dzieło to, mające wymiary 10,14 × 12,25 m i ważące ponad tonę, jest największym tego rodzaju, zachowanym do naszych czasów malowidłem w Europie. Zostało ono odrestaurowane i wzmocnione specjalnym materiałem.
W prezbiterium znajduje się grobowiec habsburskiego generała von Rodta, wykonany w latach 1743–1745 przez rzeźbiarza Johanna Christiana Wentzingera. Pomiędzy prezbiterium a obejściem w niszach zwieńczonych oślim łukiem znajdują się cztery portrety książąt Zähringen, dzieło Franza Xavera Hausera.
W grudniu 2006 rzeźbiarz Franz Gutmann zakończył przebudowę przestrzeni wokółołtarzowej (ołtarz, ambona, tron biskupi, stalle) nadając jej nowy wygląd. Rezultat został uznany za dyskusyjny. Protesty zarówno wśród części wiernych jak i zwykłych ludzi odwiedzających katedrę wzbudził nowy, skromny kształt przestrzeni wokółołtarzowej a zwłaszcza zaplanowane usunięcie ołtarzy św. Anny i Trzech Króli i nowa lokalizacja tronu biskupiego. W niedzielę 10 grudnia 2006 arcybiskup Fryburga Robert Zollitsch dokonał poświęcenia dzieła Gutmanna.

### Wieniec kaplic

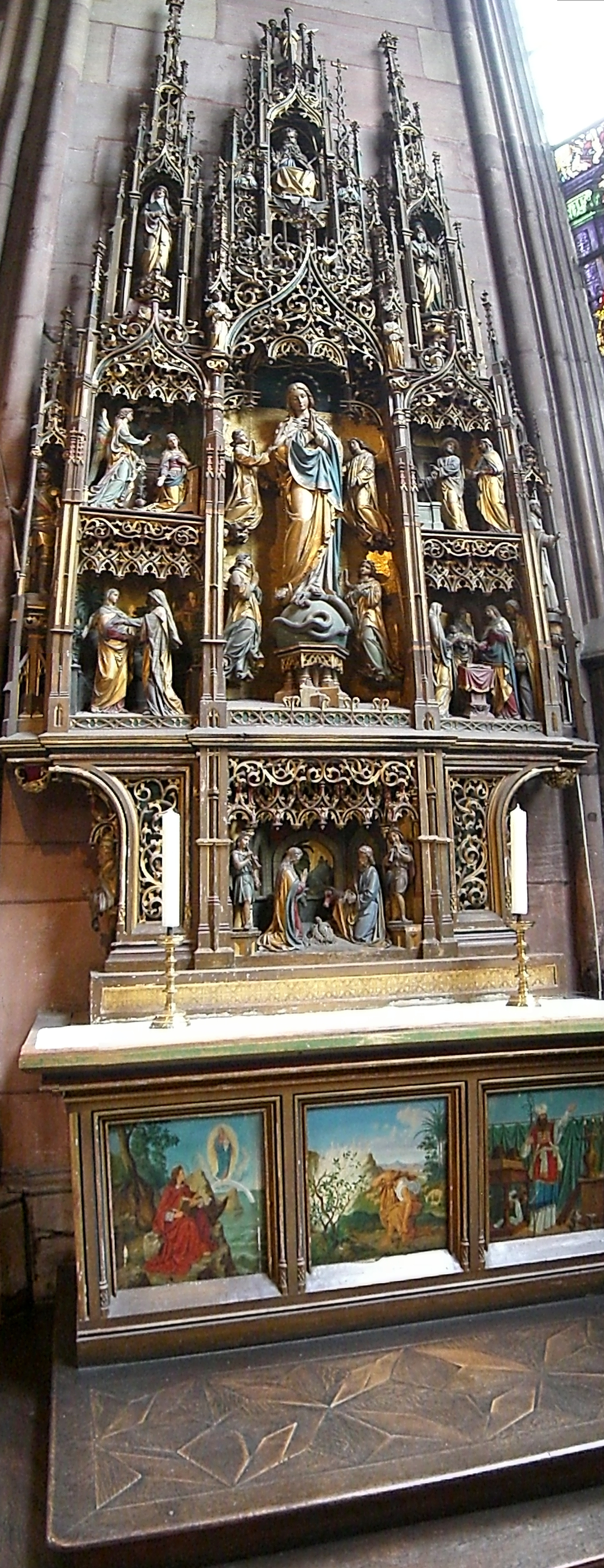
Ołtarz Mariacki w południowej kaplicy Cesarskiej

Wokół prezbiterium znajduje się wieniec dziesięciu kaplic, których nazwy pochodzą przeważnie od nazwisk ich fundatorów. Część kaplic zawiera dzieła sztuki wysokiej klasy.
Wykaz kaplic z dziełami sztuki:
1. Stürtzelkapelle – chrzcielnica, dzieło Josepha Hörra i Antona Xavera Hausera według projektu lub modelu von Wentzingera (1768)[32][33],
2. Universitätskapelle – ołtarz tablicowy Hansa Holbeina młodszego z 1521,
3. Lichtenfels-Krozingen-Kapelle – ołtarz Mariacki przedstawiający Zwiastowanie, z 1615,
4. Schnewlin-Kapelle,
5. pierwsza kaplica Cesarska (Kaiserkapelle) i
6. druga kaplica Cesarska (Kaiserkapelle) znajdują się w centralnej części prezbiterium; to z nich widać tylną część ołtarza głównego z Ukrzyżowaniem Hansa Baldunga. W drugiej z tych kaplic znajduje się ołtarz Mariacki z rzeźbiarskimi detalami Hansa Wydyza i obrazem Hansa Baldunga z 1515 po stronie wewnętrznej,
7. Villinger-Böcklin-Kapelle – romański krzyż z ok. 1200, pochodzący z nieznanego warsztatu nadreńskiego,
8. Sotherkapelle – ołtarz z ok. 1500,
9. Locherer-Kapelle – ołtarz Hansa Sixta von Staufen (1521–1524), przedstawiający Madonnę – Matkę Miłosierdzia, oraz
10. Blumenegg-Kapelle.

### Patroni miasta
Wewnątrz i na zewnątrz katedry oraz na placu katedralnym, w muzeach i archiwach miejskich znajduje się wiele przedstawień patronów miasta w formie graficznej lub rzeźbiarskiej. Są to: św. Jerzy, biskup-męczennik Lambert z Maastricht i męczennik Aleksander. Godna uwagi jest nie tylko różnorodność tych przedstawień (rzeźby, prace jubilerskie, obrazy, witraże, snycerka, miedzioryty) ale również fakt, iż poszczególne dzieła wyszły spod ręki wybitnych artystów, m.in. Hansa Baldunga (św. Jerzy na tylnej części ołtarza głównego), Hansa Holbeina młodszego, Gregoriusa Sickingera i prawdopodobnie również Wentzingera (posąg św. Jerzego na koniu umieszczony na jednej z przypór południowej ściany prezbiterium).

### Okna

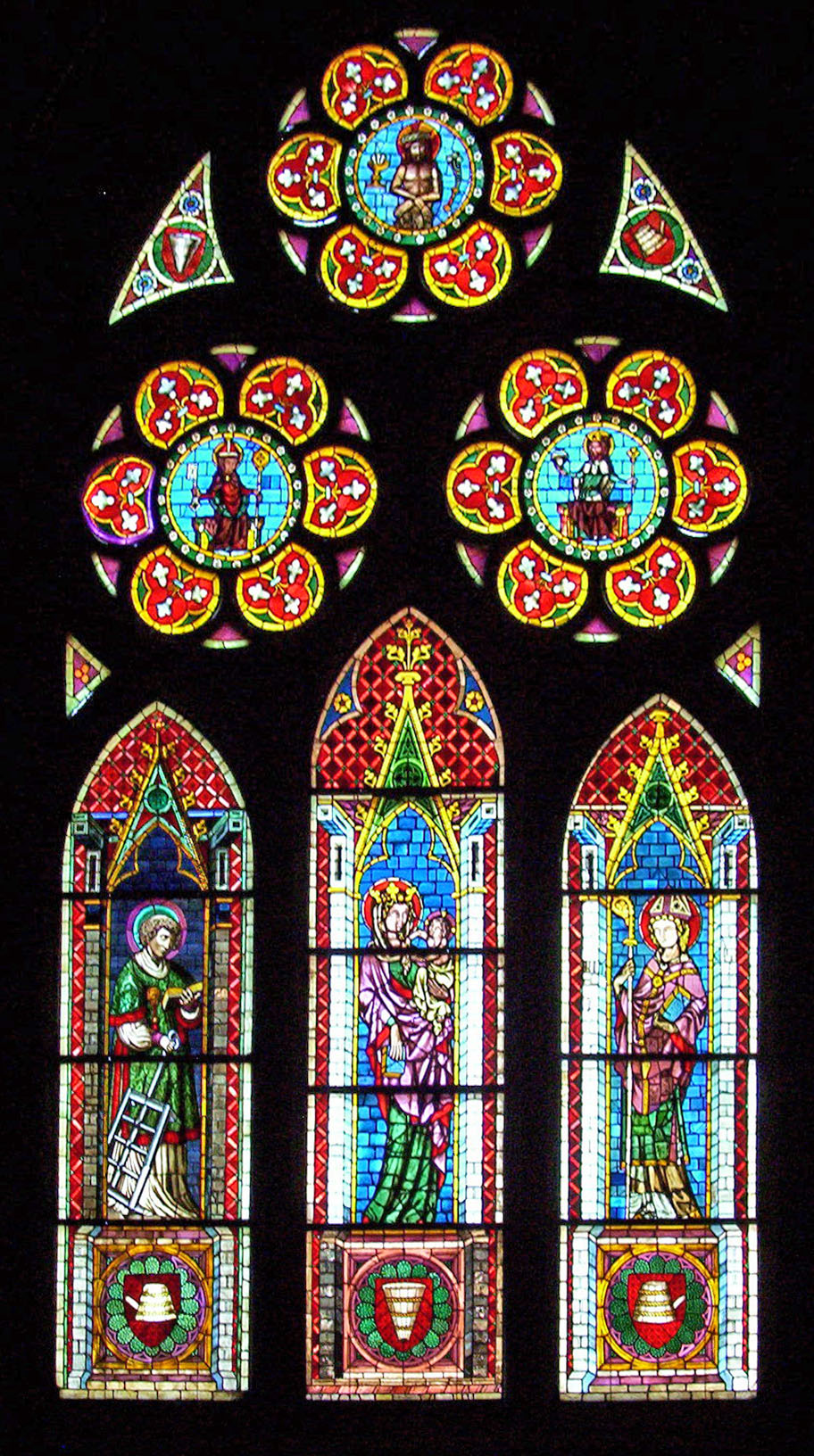
Jedno z kunsztownych okien katedry – okno cechu bednarzy w nawie północnej z herbem cechowym w części dolnej

Okna witrażowe pochodzą ze wszystkich etapów budowy katedry. W północnej ścianie romańskiego transeptu znajdują się okna z tego właśnie okresu budowy (ok. 1220). Gotyckie okna naw zostały ufundowane głównie przez organizacje cechowe, których symbole, jak precel (cech piekarzy), but (cech szewców) i in. są przedstawione w poszczególnych witrażach (ok. 1330).
Cesarz Maksymilian I ufundował tzw. okno cesarskie (Kaiserfenster) w prezbiterium. Po okresie dominacji gotyku część średniowiecznych okien usunięto, ponieważ uważano – zgodnie z duchem czasu – iż w świątyni potrzeba więcej światła. Z tego powodu niektóre cenne witraże bezpowrotnie przepadły. Ok. 1900 malarz i konserwator witraży Fritz Geiges dokonał renowacji okien katedry. Osiągnął jednak dość wątpliwy – z dzisiejszego punktu widzenia – rezultat, ponieważ posługiwał się techniką imitacji w celu stworzenia jednolitości stylistycznej konserwowanych okien. Obok dobrych kopii, które zastąpiły oryginały (znajdujące się m.in. w muzeum), uzupełnił on istniejące okna nowymi, stylizowanymi kompozycjami malarskimi. Geiges zbudował także nowe okna w historyzującym stylu swojej epoki i zaopatrzył je w sztuczną patynę aby w ten sposób osiągnąć wrażenie ich autentyczności.
Z XX w. pochodzi m.in. okno zachodnie w kaplicy św. Michała i południowa rozeta, dzieło witrażysty i konserwatora Valentina Petera Feuersteina.
Pochodzący z Freiburga artysta rzeźbiarz Hans-Günther van Look zbudował na początku XXI w. okno, którego witraż przedstawia św. Edytę Stein. Witraż ma 4 m² powierzchni i jest pierwszym w Niemczech dziełem przedstawiającym tę świętą. Przygotowanie witrażu zajęło van Lookowi cztery tygodnie i wymagało specjalnych zabiegów technologicznych, żeby osiągnąć zamierzony efekt artystyczny. M.in. w celu trwałego połączenia farby ze szkłem musiał wypalać je w temperaturze 600 °C. Wielokrotnie też poprawiał dzieło, żeby osiągnąć zamierzony efekt co do rysów twarzy przedstawianej postaci, co nastąpiło dopiero po trzech wypaleniach. Gotowe dzieło wzbudziło uznanie samego kardynała Karla Lehmanna, który określił je jako: einmaliges Geschenk an die Kirche in unserem Land (pol.: wyjątkowy prezent dla kościoła w naszym kraju).
Van Look wstawił również w okrągłe okna południowego ramienia transeptu sześć medalionów, przedstawiających święte kościoła katolickiego. Medaliony te korespondują z położonymi naprzeciwko tzw. oknami miłosierdzia, pochodzącymi z okresu średniowiecza.

### Organy

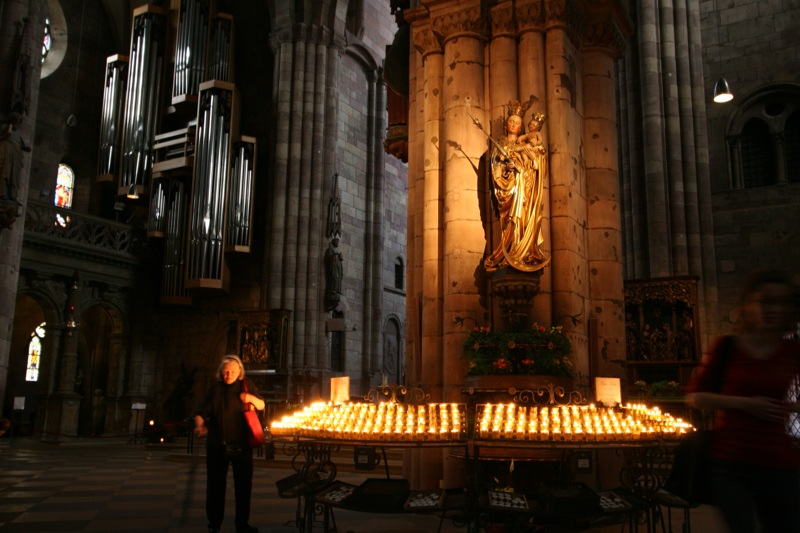
Wnętrze katedry – organy Mariackie (z lewej)

Katedra we Fryburgu jest szeroko znana ze swego zespołu organów.
Na zespół składają się cztery instrumenty:
- organy Mariackie w północnym ramieniu transeptu (mające status organów głównych),
- organy nawy głównej (zwane też organami na „jaskółczym gnieździe”)[a],
- organy św. Michała (mające status organów głównych), usytuowane na emporze w wieży zachodniej,
- organy w prezbiterium.

Zespół ma łącznie 144 głosy podzielone na 4 manuały i pedał i należy do największych organów w Niemczech i na świecie.
Organy pochodzą z różnych zakładów organmistrzowskich (Rieger Orgelbau, Marcussen & Søn, Hartwig Späth i Fischer & Krämer) z lat 1964–1966. W 1990 i 2001 były częściowo remontowane i przebudowywane. Pod koniec 2008 organy św. Michała zastąpił nowy instrument zbudowany przez zakład organmistrzowski Metzler z Dietikon koło Zurychu.